# كربلاء

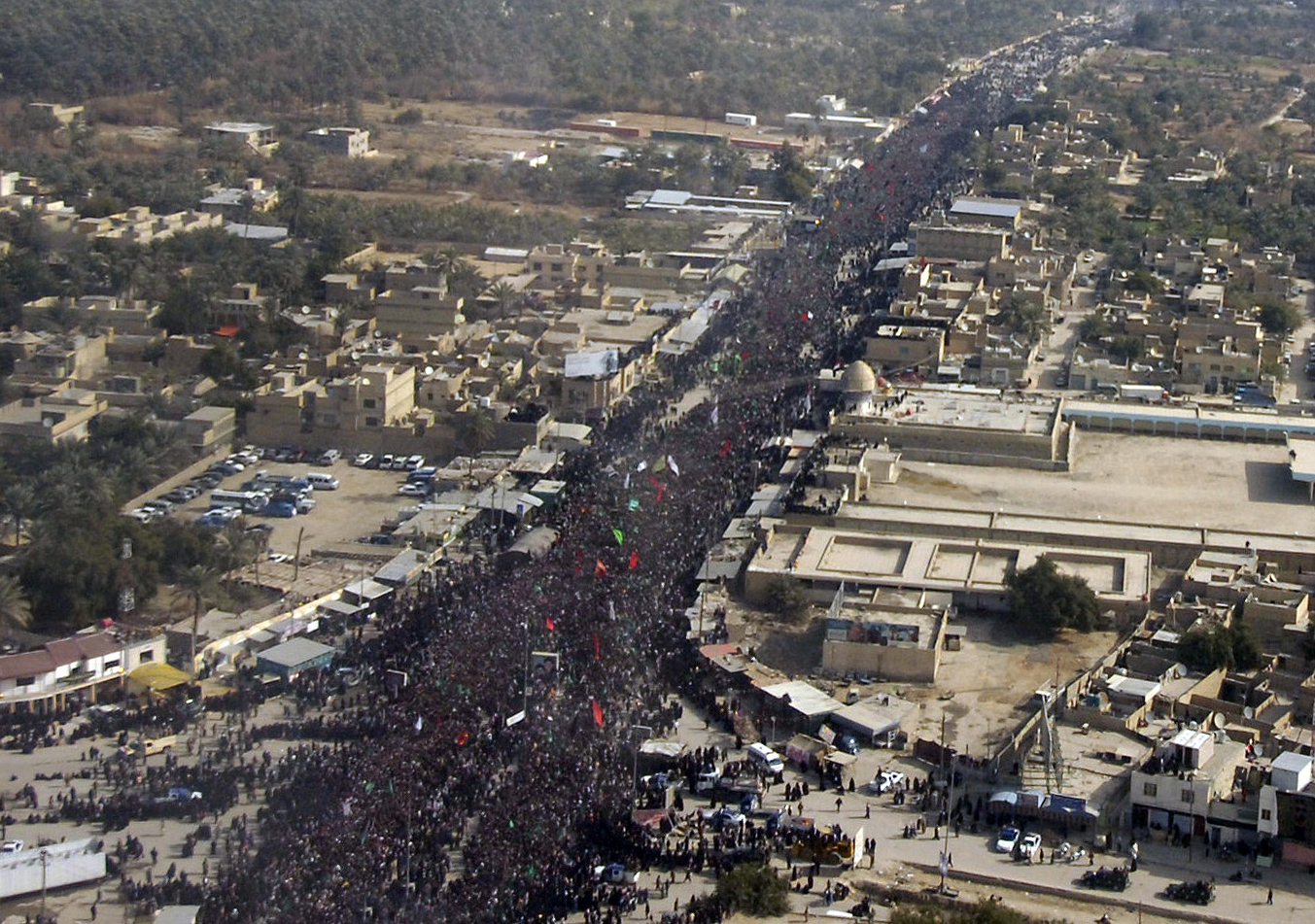
صورة لمدينة كربلاء في إيام الزيارة الأربعينية

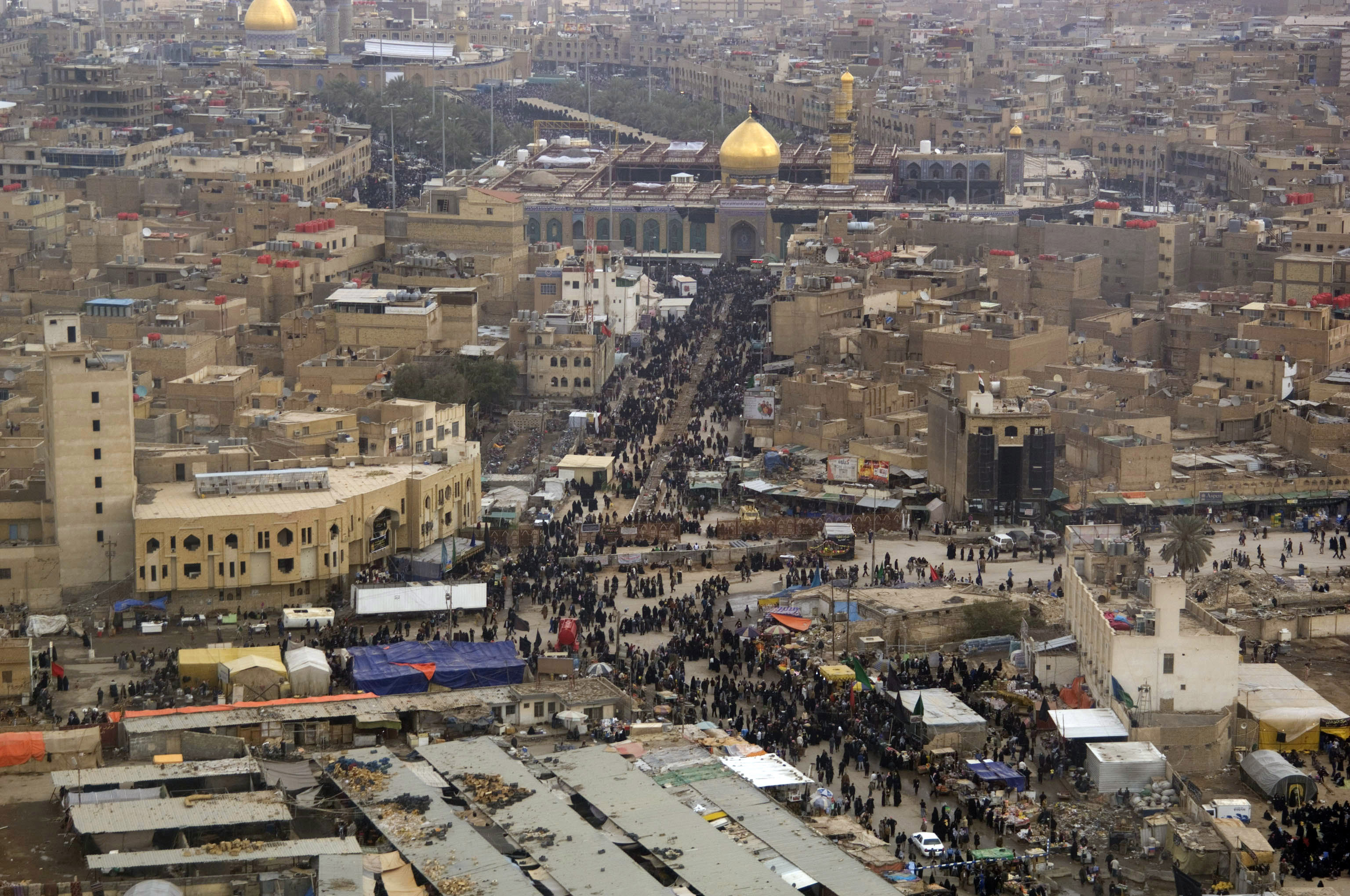
مدينة كربلاء عام 2008

كَرْبَلَاء مدينة عراقية ومركز محافظة كربلاء تقع في منطقة الفرات الأوسط. تعتبر أحد أهم المدن المُقدّسة لدى الشيعة  وذلك لوجود ضريح الإمام الحسين بن علي وأخيه العباس بن علي وأصحابه الذين قُتِلوا معه في واقعة الطف، يبلغ عدد سكانها نحو 900 ألف نسمة حسب تقديرات عام 2016 ما يجعلها سابع أكبر مدينة من حيث السكان في العراق.
وتقع مدينة كربلاء إلى الجنوب من العاصمة بغداد وتبعد عنها بحوالي 105 كم²، وترتفع المدينة 30 مترًا عن مستوى سطح البحر، وهي تقع في موقع مهم يربطها بالحدود السعودية عن طريق النخيب ومن الشمال ترتبط بالعاصمة بغداد ومن الجنوب ترتبط بالنجف ومن جهة الجنوب الشرقي بالحلة.

## الجغرافيا

### الموقع

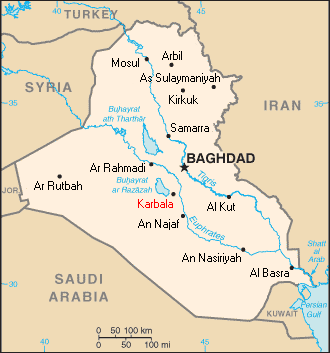
موقع مدينة كربلاء في خارطة العراق

تقع المدينة على بعد 105 كم إلى الجنوب الغربي من العاصمة العراقية بغداد، على حافة الصحراء في غربي الفرات وعلى الجهة اليسرى لجدول الحسينية. تقع المدينة على خط طول 44 درجة و40 دقيقة وعلى خط عرض 33 درجة و31 دقيقة، ويحدها من الشمال والغرب محافظة الأنبار ومن الجنوب محافظة النجف ومن الشرق والشمال الشرقي محافظة بابل.
| ت  | المدن المجاورة | المسافة (كم) |
| -- | -------------- | ------------ |
| 1  | بغداد          | 105كم        |
| 2  | النجف          | 76كم         |
| 3  | الحلة          | 47كم         |
| 4  | الرمادي        | 147كم        |
| 5  | الفلوجة        | 121كم        |
| 6  | الرطبة         | 413كم        |
| 7  | الديوانية      | 144كم        |
| 8  | البصرة         | 500كم        |
| 9  | كركوك          | 375كم        |
| 10 | الموصل         | 520كم        |

### المياه

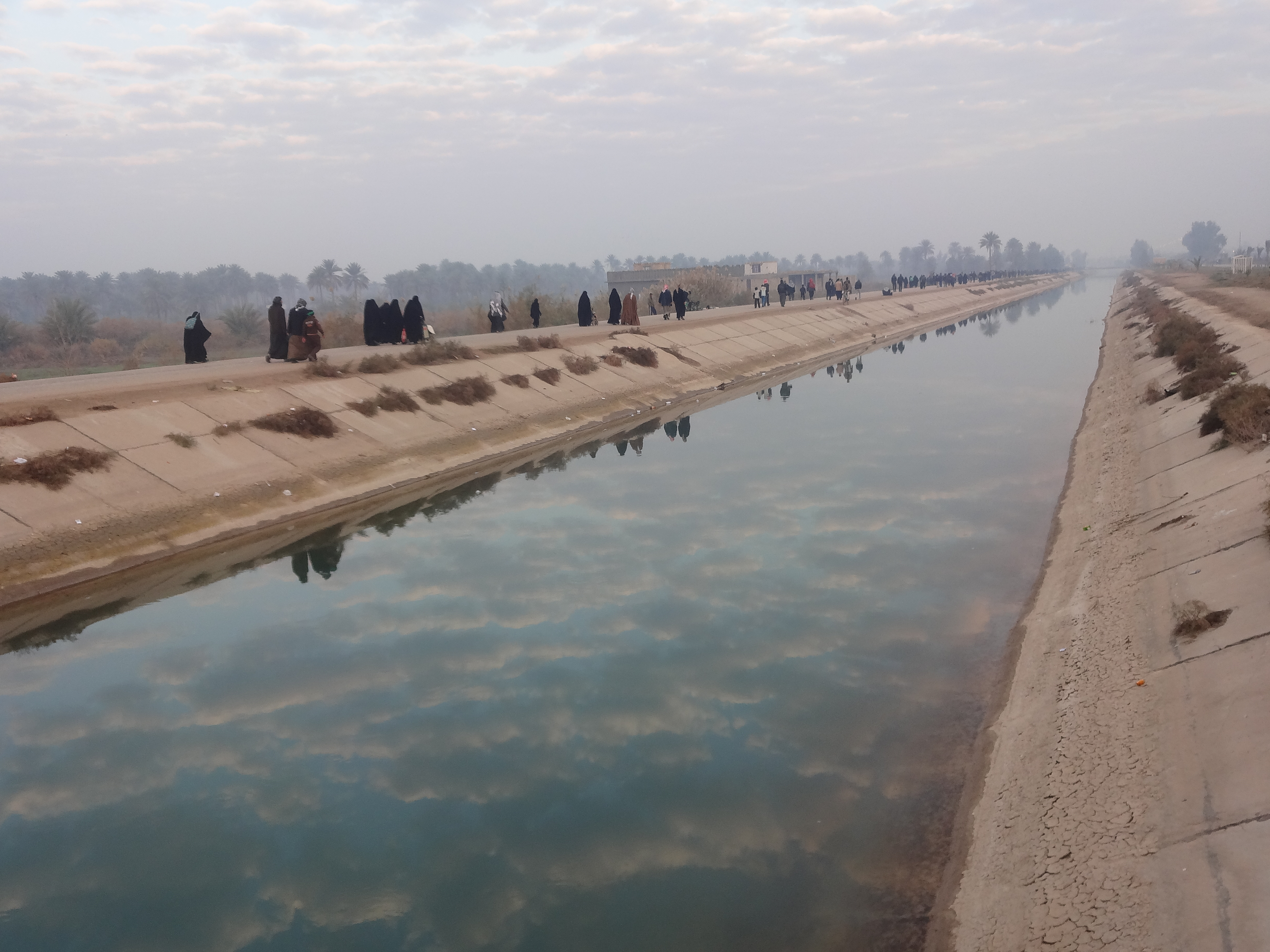
نهر الحسينية في كربلاء

تعتمد مدينة كربلاء في الإرواء والشرب والزراعة على مياه الأنهار والجداول المتفرعة من نهر الفرات بالأضافة إلى مياه الأمطار التي تشكل عامل مهم في الزراعة، ومن أشهر هذه الأنهار نهر الحسينية الذي يعد المصدر الرئيسي للمياه في كربلاء.

### المناخ

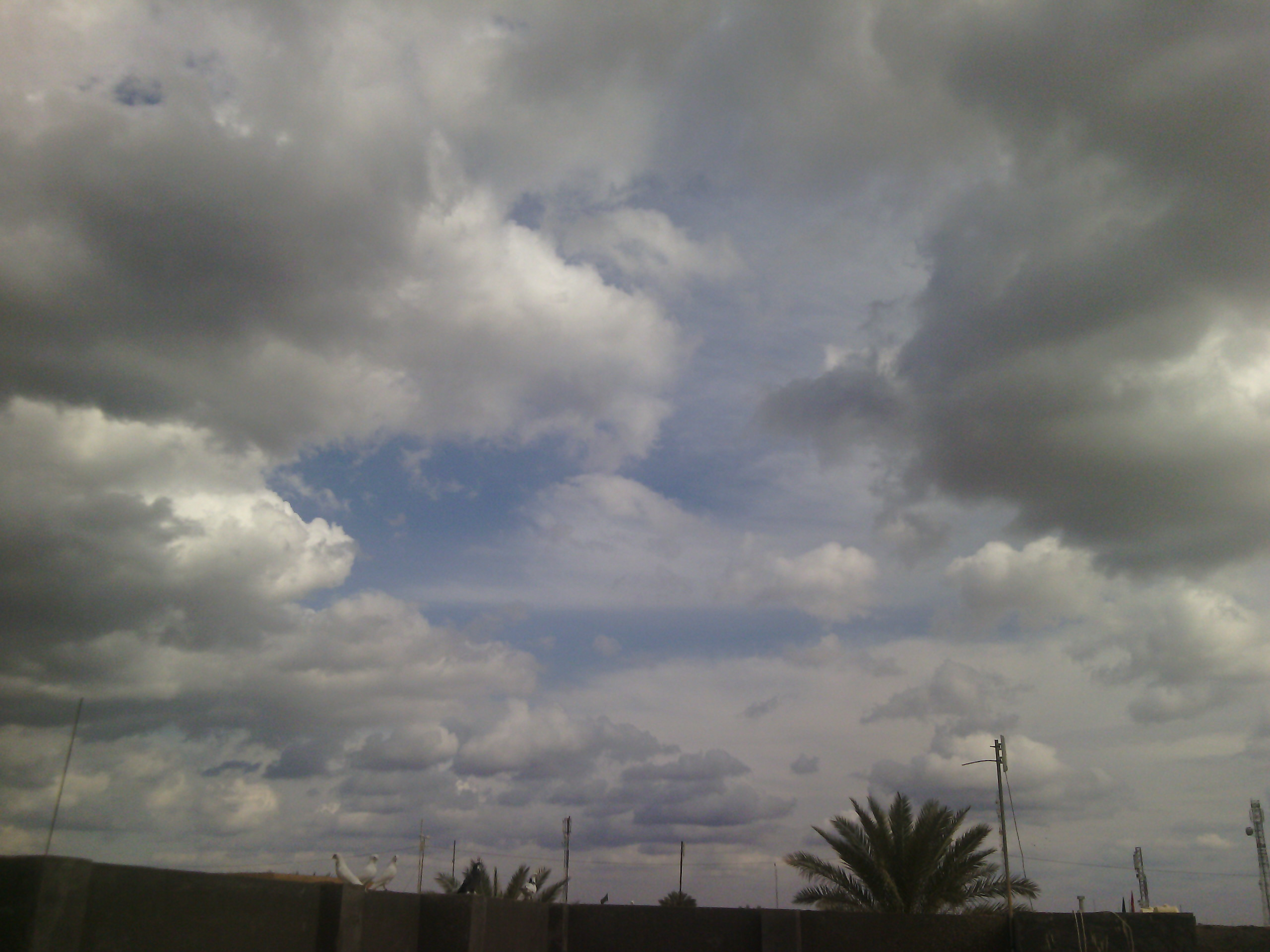
طقس كربلاء

يغلب على مدينة كربلاء المناخ الصحراوي حيث ترتفع درجات الحرارة بشكل نسبي في فصل الصيف فقد تصل في بعض الأحيان إلى حوالي 45 درجة مئوية تقريبا عند منتصف النهار أما في فصل الشتاء فتنخفض درجة الحرارة إلى درجة الصفر في بعض ليالي الشتاء، أما الأمطار فتتأثر المدينة بالمناخ الصحراوي لكونها مكشوفة على البادية الصحراوية وأيضا بالسهل الرسوبي من الشرق.
| البيانات المناخية لـكربلاء                   | البيانات المناخية لـكربلاء | البيانات المناخية لـكربلاء | البيانات المناخية لـكربلاء | البيانات المناخية لـكربلاء | البيانات المناخية لـكربلاء | البيانات المناخية لـكربلاء | البيانات المناخية لـكربلاء | البيانات المناخية لـكربلاء | البيانات المناخية لـكربلاء | البيانات المناخية لـكربلاء | البيانات المناخية لـكربلاء | البيانات المناخية لـكربلاء | البيانات المناخية لـكربلاء |
| الشهر                                        | يناير                      | فبراير                     | مارس                       | أبريل                      | مايو                       | يونيو                      | يوليو                      | أغسطس                      | سبتمبر                     | أكتوبر                     | نوفمبر                     | ديسمبر                     | المعدل السنوي              |
| -------------------------------------------- | -------------------------- | -------------------------- | -------------------------- | -------------------------- | -------------------------- | -------------------------- | -------------------------- | -------------------------- | -------------------------- | -------------------------- | -------------------------- | -------------------------- | -------------------------- |
| متوسط درجة الحرارة الكبرى °م (°ف)            | 15.7 (60.3)                | 18.8 (65.8)                | 23.6 (74.5)                | 30.6 (87.1)                | 36.9 (98.4)                | 41.5 (106.7)               | 43.9 (111.0)               | 43.6 (110.5)               | 40.2 (104.4)               | 33.3 (91.9)                | 23.7 (74.7)                | 17.6 (63.7)                | 30.8 (87.4)                |
| متوسط درجة الحرارة الصغرى °م (°ف)            | 5.4 (41.7)                 | 7 (45)                     | 11.2 (52.2)                | 17.1 (62.8)                | 22.5 (72.5)                | 26.3 (79.3)                | 28.8 (83.8)                | 28.2 (82.8)                | 24.3 (75.7)                | 19 (66)                    | 11.6 (52.9)                | 6.9 (44.4)                 | 17.4 (63.3)                |
| الهطول مم (إنش)                              | 17.6 (0.69)                | 14.3 (0.56)                | 15.7 (0.62)                | 11.5 (0.45)                | 3.5 (0.14)                 | 0.1 (0.00)                 | 0 (0)                      | 0 (0)                      | 0.3 (0.01)                 | 4.1 (0.16)                 | 10.5 (0.41)                | 15.3 (0.60)                | 92.9 (3.64)                |
| متوسط أيام هطول الأمطار                      | 7                          | 5                          | 6                          | 5                          | 3                          | 0                          | 0                          | 0                          | 0                          | 4                          | 5                          | 7                          | 42                         |
| المصدر: المنظمة العالمية للأرصاد الجوية (UN) |                            |                            |                            |                            |                            |                            |                            |                            |                            |                            |                            |                            |                            |

## التاريخ

### التأسيس

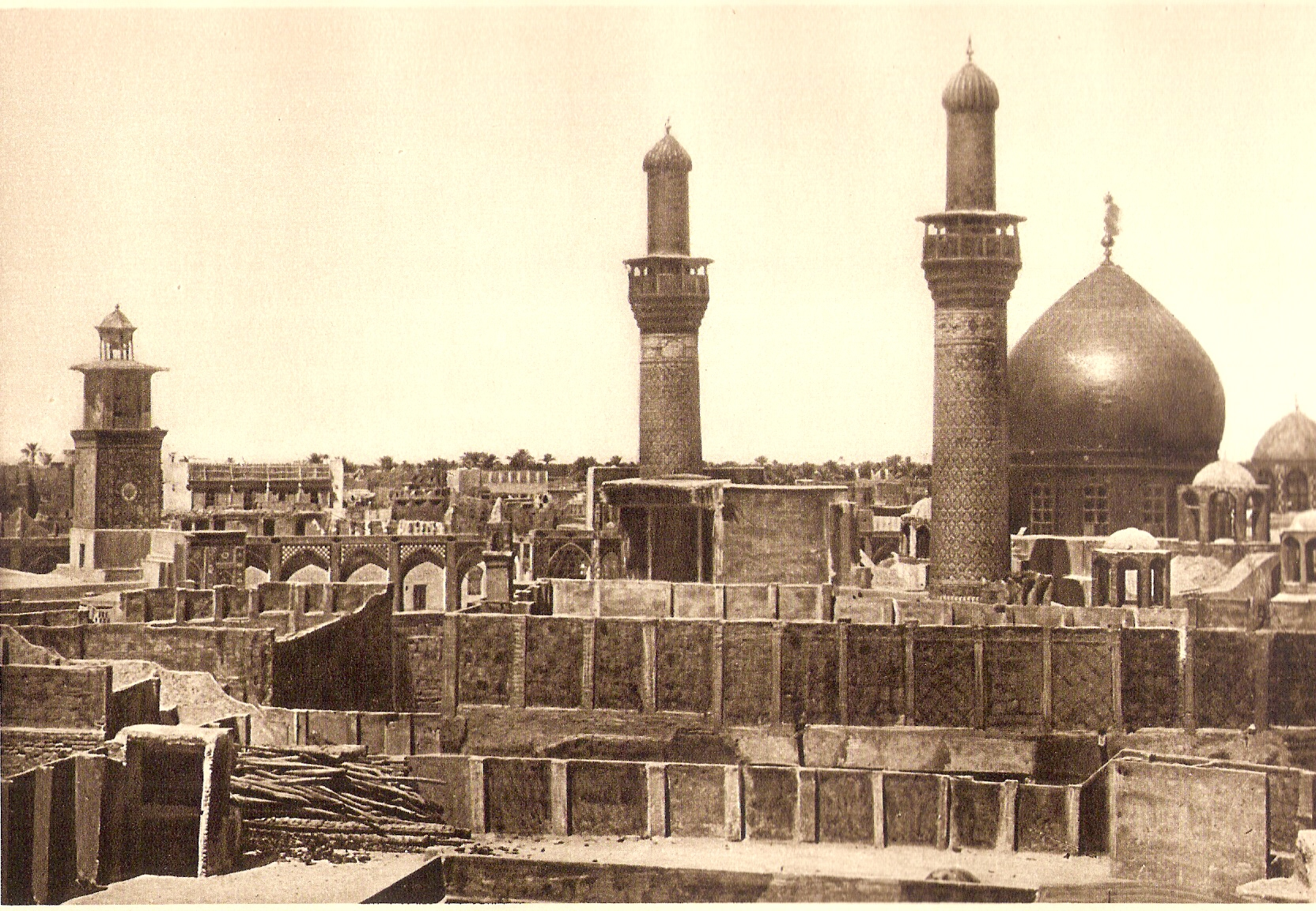
صورة لمدينة كربلاء القديمة تعود لعام 1926م

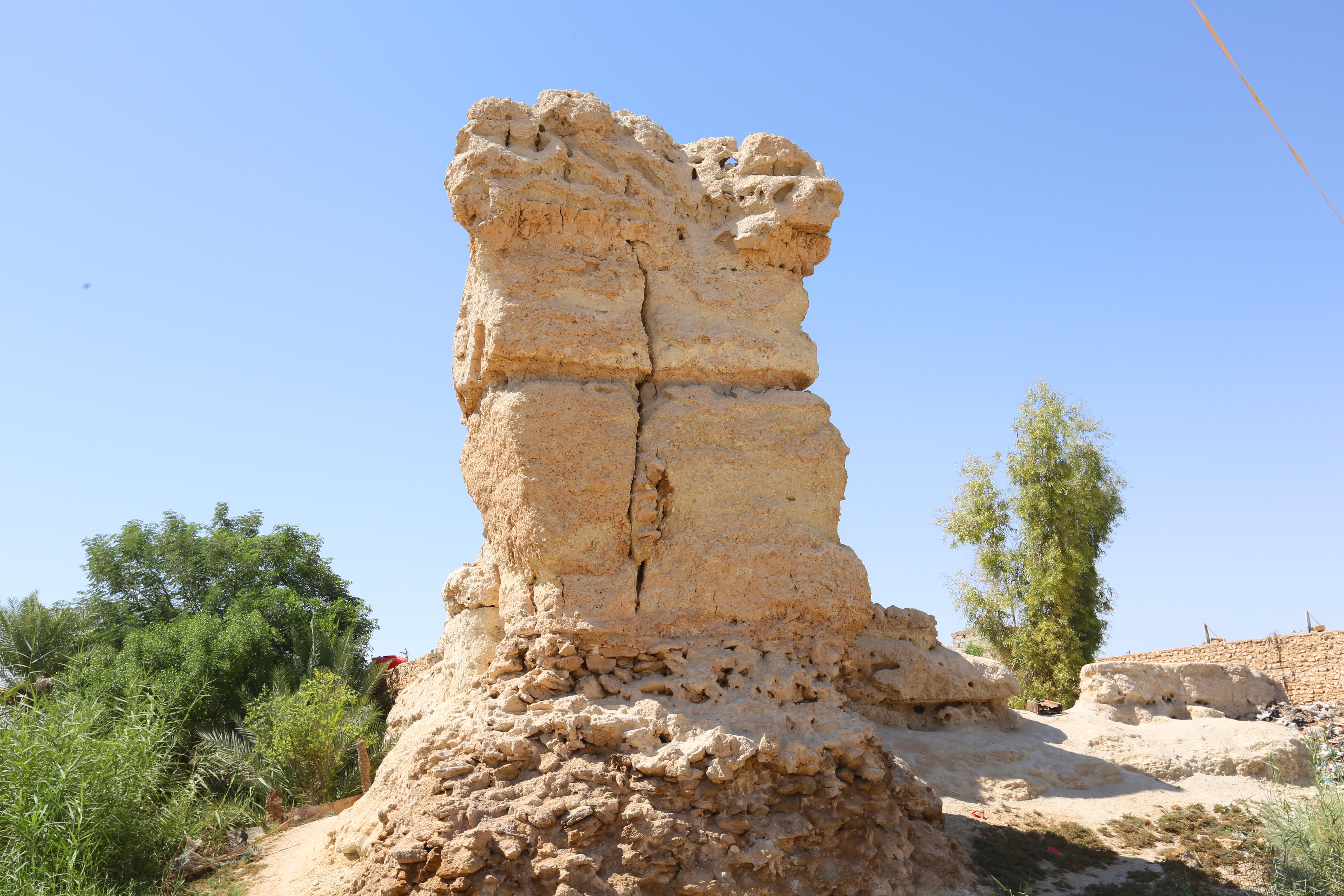
قصر شمعون الأثري أحد المواقع التاريخية والآثرية في كربلاء

يعود تاريخ المدينة إلى العهد البابلي وكانت هذه المنطقة مقبرة للنصارى قبل الفتح الإسلامي، ويرى بعض الباحثين أن كلمة كربلاء يعني (قرب الإله) وهي كلمة اصلها من البابلية القديمة، ورأى بعضهم أن التوصل إلى معرفة تاريخ (كربلاء) القديم قد يأتي من معرفة نحت الكلمة وتحليلها اللغوي فقيل انها منحوتة من كلمة (كور بابل) العربية بمعنى مجموعة قرى بابلية قديمة، منها نينوى القريبة من سدة الهندية، ومنها الغاضرية، وتسمى اليوم (أراضي الحسينية)، ثم كربلاء أو عقر بابل ثم النواويس، ثم الحير الذي يعرف اليوم بالحائر إذ حار الماء حول موضع قبر الإمام الحسين عندما امر المتوكل العباسي بهدم وسقي القبر، ويرى اخرون أن تاريخ كربلاء يعود إلى تاريخ مدن طسوح النهرين الواقعة على ضفاف نهر بالاكوباس (الفرات القدي
زطم) وعلى ارضها معبد قديم للصلاة، أن لفظ كربلاء مركب من الكلمتين الاشوريتين (كرب) أي حرم و (أيل) أي الله ومعناهما (حرم الله)، وذهب آخرون إلى أنها كلمة فارسية المصدر مركبة من كلمتين هما (كار) أي عمل و (بالا) أي الأعلى فيكون معناهما (العمل الأعلى)، ومن اسمائها (الطف) ويحتمل أن كلمة كربلاء مشتقة من الكربة بمعنى الرخاوة، فلما كانت أرض هذا الموضع رخوة سميت كربلا... أو من النقاوة ويقال كربلت الحنطة إذا هززتها ونقيتها. فيجوز على هذا أن تكون هذه الأرض منقاة من الحصى والدغل فسميت بذلك. والكربل اسم نبت الحماض، فيجوز أن يكون هذا الصنف من النبت يكثر وجوده هناك فسميت به.

### واقعة الطف

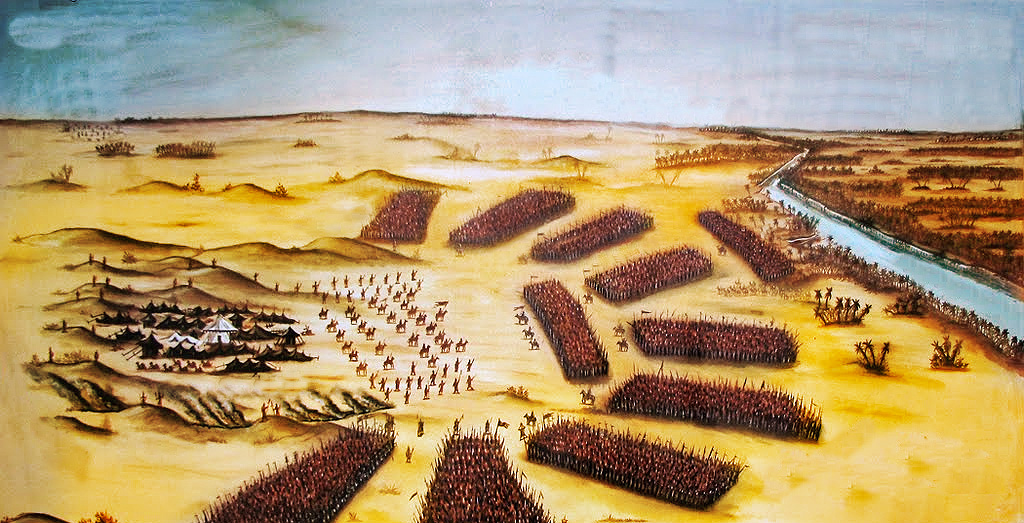
لوحة رسم توضح موقع معسكر الإمام الحسين المحاصر من قبل جيش عمر بن سعد في واقعة الطف

شهد التاريخ الإسلامي في كربلاء واقعة مروعة تعد من أكبر الوقائع والأحداث المؤلمة التي شهدها العالم الإسلامي على مر التأريخ، ألا وهي حادثة الطف (عاشوراء) التي وقعت بين الإمام الحسين بن علي بن أبي طالب وأهل بيته واصحابه المعدودين، وبين يزيد بن معاوية بن أبي سفيان وجيشه الكبير في شهر محرم الحرام سنة 61هـ (680م) في صحراء كربلاء، ويحيي الملايين من الشيعة حول العالم ذكرى هذه الواقعة كل عام بالذهاب مشياً على الاقدام.

### الحكمين الآموي والعباسي

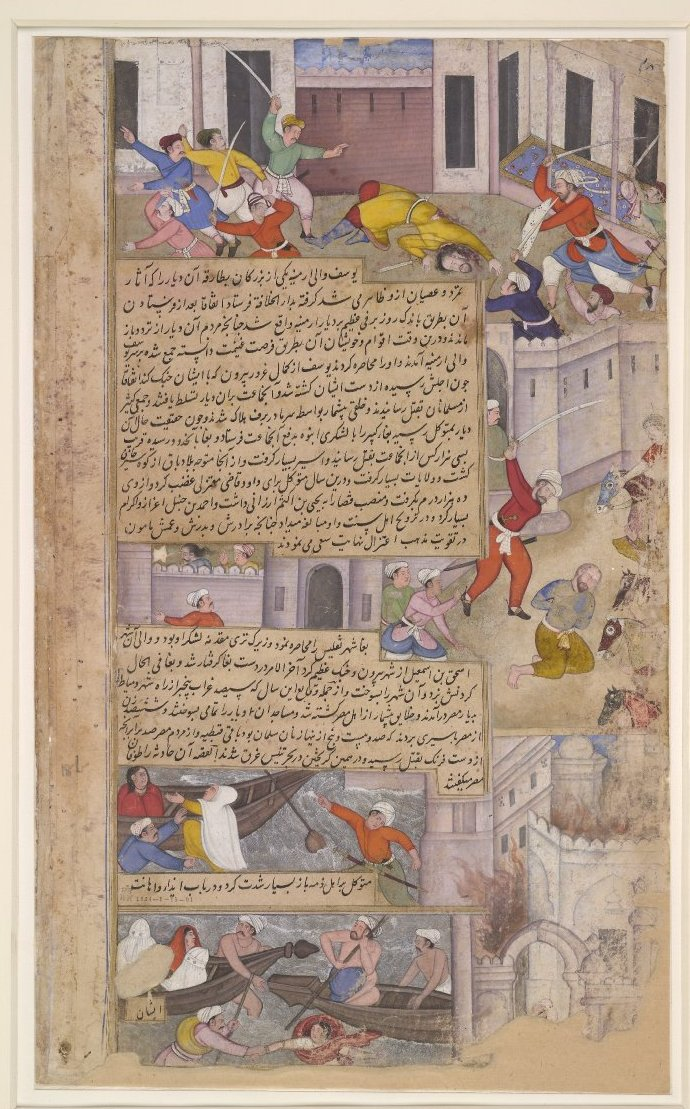
تدمير قبر الإمام الحسين في كربلاء بأمر الخليفة العباسي المتوكل.

في 12 محرم عام 61 هـ (680م) بدأ تاريخ عمران مدينة كربلاء بعد واقعة الطف بيومين حيث دفن علي بن الحسين زين العابدين بمساعدة بنو أسد رفات أبيه الحسين واخيه العباس وصحبه، وخلال العهد الأموي أصبحت كربلاء رمزا للعديد من الثورات ضد الحكم الأموي إشهرها ثورة المختار الثقفي وثورة التوّابين عندما قصدوا زيارة قبر الحسين في ربيع الأول من عام 65 هـ قبل رحيلهم إلى عين الوردة طافوا حول قبر الحسين، وكان عددهم يقارب أربعة آلاف رجل فازدحموا حول القبر أكثر من ازدحام الحُجّاج على الحجر الأسود عند لثمه، ثم إنهم لما انتهوا إلى قبر الحسين بكوا بأجمعهم وكانوا قد تمنوا الشهادة معه، فقام سليمان بن صُرَد فتوجه إلى القبر قائلاً: «اللهمّ ارحَمْ حُسيناً الشهيد ابن الشهيد، المهديّ ابن المهديّ، الصدّيق ابن الصدّيق، اللهمّ إنا نُشهدك أنّا على دينهم وسبيلهم، وأعداءُ قاتليهم، وأولياءُ محبيهم»، ثم انصرف وانصرف معه القوم بعدما أقاموا عنده يوماً وليلة لمواجهة الجيش الأموي، وتذكر المصارد التاريخية بأن كربلاء لم تمصر طوال العهد الأموي خوفاً من بطش وتنكيل بني أمية. فقد انتشرت في العهد الأموي مخافر الشرطة حول كربلاء لمنع الزوار من زيارة مشهد الإمام الحسين. أما خلال العهد العباسي فقد مرت كربلاء بكثير من الأحداث ففي عهد الخليفة العباسي المعتضد سنة 279هـ 892م زار كربلاء حسن بن زيد العلوي الملقب بـ (الداعي الكبير) ملك طبرستان وديلم. فباشر ببناء الحضرة الحسينية واتخذ حولها مسجدا، ولكنه توفي قبل إنجازها واكمل بناءها أخوه محمد بن زيد العلوي الملقب بـ (الداعي الصغير) الذي خلف أخاه وأهتم بمدينة كربلاء ومرقد الإمام الحسين.
وعندما دخل البيويهيون بغداد وأصبحوا الحكام الفعليين في زمن الخليفة العباسي المستكفي سنة 334هـ 946م حظيت مدينة كربلاء بالاهتمام والرعاية. وكان أول من زارها من السلاطين البويهيين، السلطان معز الدولة سنة 336هـ 977م. وفي سنة 367هـ 978م أيام خلافة الطائع العباسي أستولى السلطان عضد الدولة فناخسرو بن ركن الدولة الحسن البويهي على بغداد من جديد، وعرج على مدينة كربلاء لأول مرة لزيارة مرقد الإمام الحسين، وقد أولى المدينة جل عنايته واهتمامه وكان يزور كربلاء كل عام. وفي سنة 369هـ 980م أهتم عمران بن شاهين والي إمارة البطائح، التي تقع بالقرب من واسط جنوب العراق، بمرقدي الإمام علي في النجف والإمام الحسين في كربلاء، حيث شيد رواقاً في الجانب الغربي من حرم الإمام الحسين عُرف برواق أبن شاهين، والذي يعرف اليوم برواق السيد إبراهيم المجاب وبني بجواره مسجداً، سنة 247 هـ أعاد المنتصر العباسي بناء المشاهد في كربلاء وبنى الدور حولها بعد قتل أبيه المتوكل الذي عبث بالمدينة وهدم ما فيها، ثم استوطنها أول علوي مع ولده وهو السيد إبراهيم المجاب الضرير الكوفي بن محمد العابد بن الإمام موسى الكاظم. بعد سيطرة السلاجقة على العراق لم يذكر عنهم أنهم أتخذوا موقفاً معانياً من كربلاء والحائر بل أنهم محضوا كربلاء أحترامهم، وكان أول من زار المدينة السلطان السلجوقي أبو الفتح جلال الدولة ملكشاه مع وزيره نظام الملك مع حاشية كبيرة سنة 479هـ 1087م.
وفي سنة 489هـ 1096م أغارت قبيلة خفاجة على كربلاء بعد إغارتها على الحلة.

### العهد المغولي

التوسع المغولي في آسيا

بعد أن أستولى المغول على العراق سنة 656هـ (1258م) بقيادة هولاكو، كانت كربلاء في وقتها لا تزال غارقة في الظلام، ترزح تحت وطأة الفقر والإهمال، وكانت مدن مثل البصرة والنجف والكوفة والحلة وواسط والموصل وكربلاء وغيرها قد أصبحت خاضعة للمغول بسقوط بغداد ولذلك لم تتعرض للتدمير والنهب. في سنة 662 هـ (1268م) زار المشهد الحائري جلال الدين ابن الدواتدار الصغير، فشرع في بيع ماله من الغنم والبقر والجواميس وغير ذلك، واقترض من الأكابر والتجار مالا كثيراً، واستعار خيولاً وآلات السفر وأظهر أنه يريد الخروج إلى الصيد وزيارة المشاهد واخذ والدته وقصد مشهد الحسين ثم توجه إلى الشام فتأخر عنه جماعة ممن صحبه من الجند لعجزهم. وفي سنة 696هـ (1297م) قدم العراق السلطان المغولي محمود غازان خان ماراً بالحلة والنجف فتوجه إلى كربلاء في زيارة الإمام الحسين وأمر للعوليين والمقيمين بمال كثير. وفي سنة 698هـ (1229م) قدم غازان مرة أخرى لزيارة كربلاء والنجف ثم أمر بحفر قناة من نهر الفرات تصل إلى سهول كربلاء وسمي هذا النهر بـ (الغازاني الأعلى) تميزاً لنهرين آخرين حفرهما غازان أيضاً في الحلة. وقد خلف أولجايتو محمد خدابنده أخاه غازان سنة 703هـ (1304م) وحذا حذوه في اهتمامه بالمراقد المقدسة ورعاية العلويين.

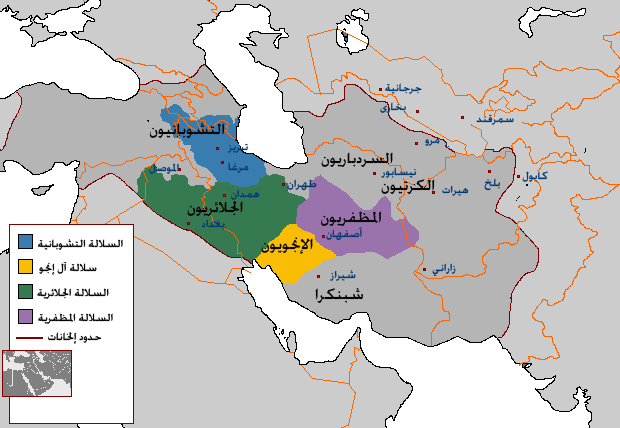
خريطة تظهر موقع دولة الجلائريون

لم تهدأ الأحوال السياسية في العراق زمن الأيلخانيين فكثرت الفتن والاضطرابات. وقد مهدت هذه الأوضاع الطريق للشيخ حسن الجلائري مؤسس الدولة الجلائرية، التي كانت عاصمتها تبريز في إيران، للأستيلاء على بغداد سنة 738هـ (1337م) والقضاء على سلطة الإيلخانيين فيها. وبالرغم من قصر فترة السيادة الجلائرية فقد تميزت بالأستقرار النسبي الذي ساعد على قيام نهضة عمرانية وعلمية وفنية في العراق وخاصة في المدن الدينية ومنها مدينة كربلاء. اقدم السلطان أويس الجلائري على على تجديد عمارة مرقد الإمام الحسين وقام من بعده أبناءه السلطان حسين والسلطان أحمد بهادر خان بأستكمال البناء سنة 786هـ (1384م)، وهو البناء الذي ما زال هيكله موجوداً إلى آلان وقد شيد أيضاً في هذه الفترة البهو الأمامي للروضة الحسينية المعروف بإيوان الذهب. 
قبل أن يستولي تيمورلنك على بغداد سنة 795هـ (1393م) ترك السلطان أحمد بهادر خان بغداد متوجهاً إلى كربلاء مع جيشه البالغ حوالي ألفي مقاتل. فقد أرسل تيمورلنك جيوشه تتعقب السلطان أحمد فدارت معركة شديدة بين الطرفين في سهول كربلاء أنهزم في آخرها السلطان أحمد إلى الشام ومنها إلى مصر محتمياً بسلطانها الملك الظاهر برقوق.

### الحكمين الصفوي والعثماني

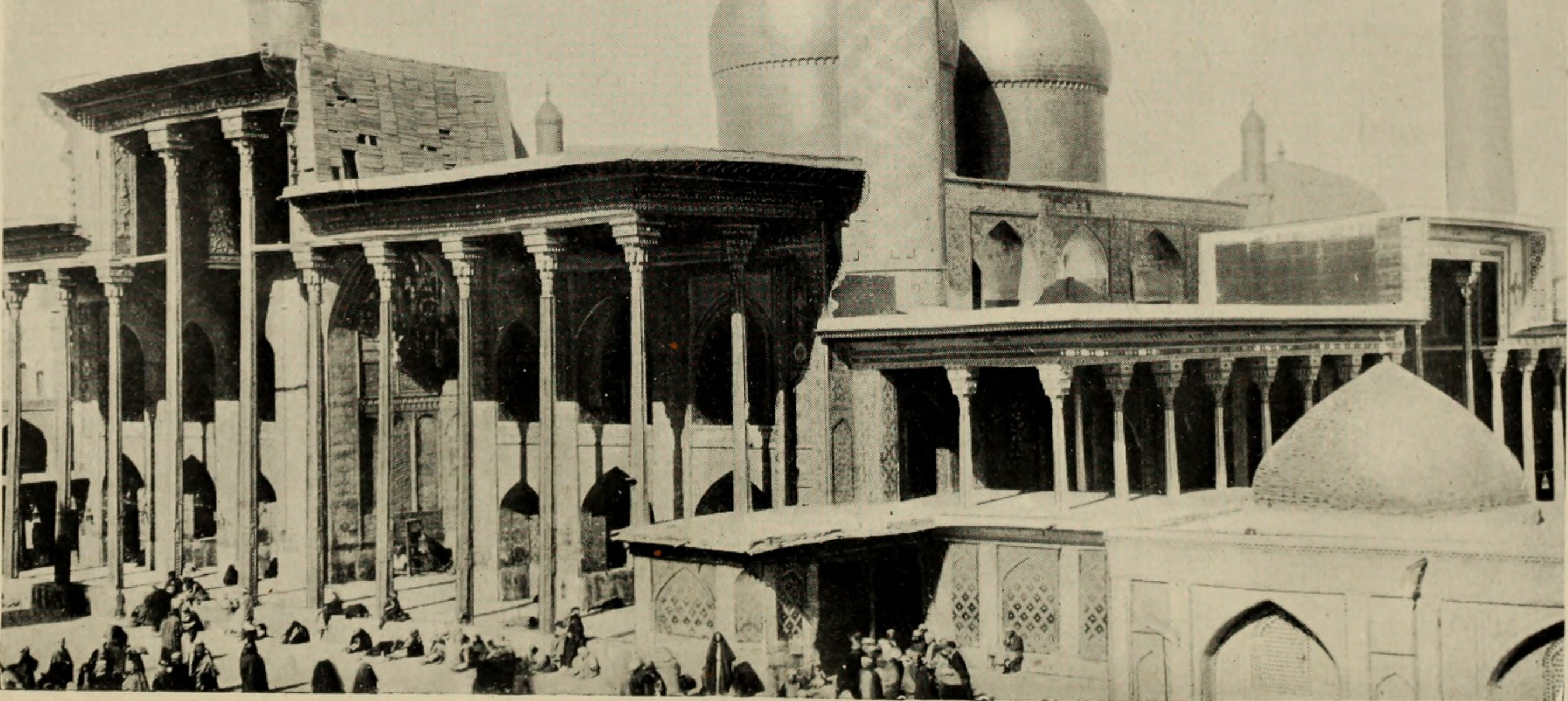
مدينة كربلاء سنة 1903م

دخلت مدينة كربلاء مرحلة عمرانية جديدة بعد أستيلاء الشاه إسماعيل الصفوي على العراق سنة 914هـ (1508م)، حيث قام الصفويون بتعمير وتزيين المراقد المقدسة والمباني الدينية الأخرى. وساهموا بتطوير المدينة حيث شيدوا بيوتاً جديدة وجمعوا لهذا الغرض نخبة من البنائين والفنيين المهرة من أطراف البلاد الإسلامية في بناء القباب والقبب والعقود وفن تزيين العمائر بالبلاط المزجج «القاشاني» الملون وزخرفة الخشب والنقوش الجبصية واستخدام الطابوق (الآجر) في البناء بطرق فنية رائعة.
وقد جلبوا أغلى المواد البنائية، كالرخام والمرمر والأخشاب النادرة وغيرها لإكساء العديد من المباني وزخرفتها. 
وعند ملاحظة الطابع المعماري للأبنية الدينية في كربلاء والمدن المقدسة الأخرى في العراق والتي شيدت في العهد الصفوي، يمكن القول بأنها جمعت بين العناصر المعمارية التي عرفت في أبنية العراق وإيران في فترات زمنية مختلفة كالإيوان الكبير، والبهو الواسع المغطى بعقود نصف دائرية، والفناء المكشوف الذي يتوسطه حوض ماء (نافورة).
وفي سنة 984 هـ (1576م) قام الوالي العثماني علي باشا الوندزادة بأمر من السلطان العثماني مراد الثالث بتشييد ضريح الأمام الحسين وكذلك شيد المسجد والرواق والقبة وعمر ايضاً قباب شهداء كربلاء.

### الغزو الوهابي لكربلاء

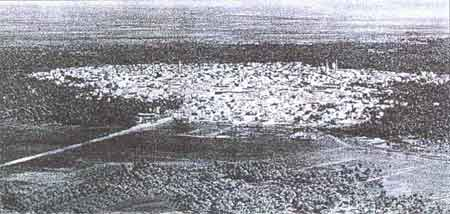
صورة قديم لمدينة كربلاء

جاء هجوم الوهابيون على كربلاء سنة 1802م في وقتٍ كانت فيهِ بغداد تعاني من تفشي وباء الطاعون وكان واليها مريضاً يعاني من مرض المفاصل، حيث يذكر (لونكريك) في كتابه أربعة قرون من تأريخ العراق الحديث، في استعراضه للهجوم الوهابي بأن والي العراق المملوكي سليمان باشا كان في الخالص مبتعداً عن الطاعون الذي انتشر في بغداد عندما وصله خبر تحرك القوات السعودية نحو العراق للغزو الربيعي المعتاد فأصدر أوامره إلى نائبه علي باشا بالتحرك نحو كربلاء لصد الغارات السعودية وبينما كان القائد العثماني يجمع جيشه في الدورة قرب بغداد، هاجم الوهابية كربلاء، وكانت في هذه الفترة عبارة عن قصبة صغيرة مؤلفة من ثلاثة إطراف يعرف الأول محلة آل فائز، والثاني آل زحيك، والثالث آل عيسى، وكان معظم سكانها في زيارة للنجف فسارع من كان فيها لإغلاق أبواب السور حيث كانت مسورة بسور بسيط من اللبن وسعف النخيل وجذوعه والطين، لكن المهاجمين تمكنوا من فتحه عنوة فكانت الفاجعة الكبرى بتدمير المدينة وقتل سكانها، حيث داهمت كربلاء أعداد كبيرة قدرتها بعض المصادر بأربع عشر ألف إلى ستة عشر إلف فارس وراجل وذكرت مصادر أخرى أنهم بحدود خمسة وعشرون ألف من الفرسان وقد امتطوا الجياد العربية الأصيلة، وكانوا قبل ذلك قد بعثوا جماعة منهم إلى ضواحي كربلاء وقد ارتدوا زي الزوار حيث قامو بقتل سكان المدينة ولقد قدر بعضهم عدد القتلى بألف نسمة وقدرهم الأخرون بخمسة آلاف. وبعد هذه الحادثة تبرع أحد ملوك الهند بإعادة بناء ما خربه جيش آل سعود، فأخذ المرجع الكبير آنذاك السيد علي الطباطبائي على عاتقه سنة 1217هـ (1802م) مسؤولية إعادة بناء وترميم المراقد المقدسة والأسواق والبيوت وشيد للمدينة سوراً حصيناً تتوزع عليه الأبراج والمعاقل، وجعل لهذا السور ستة أبواب.

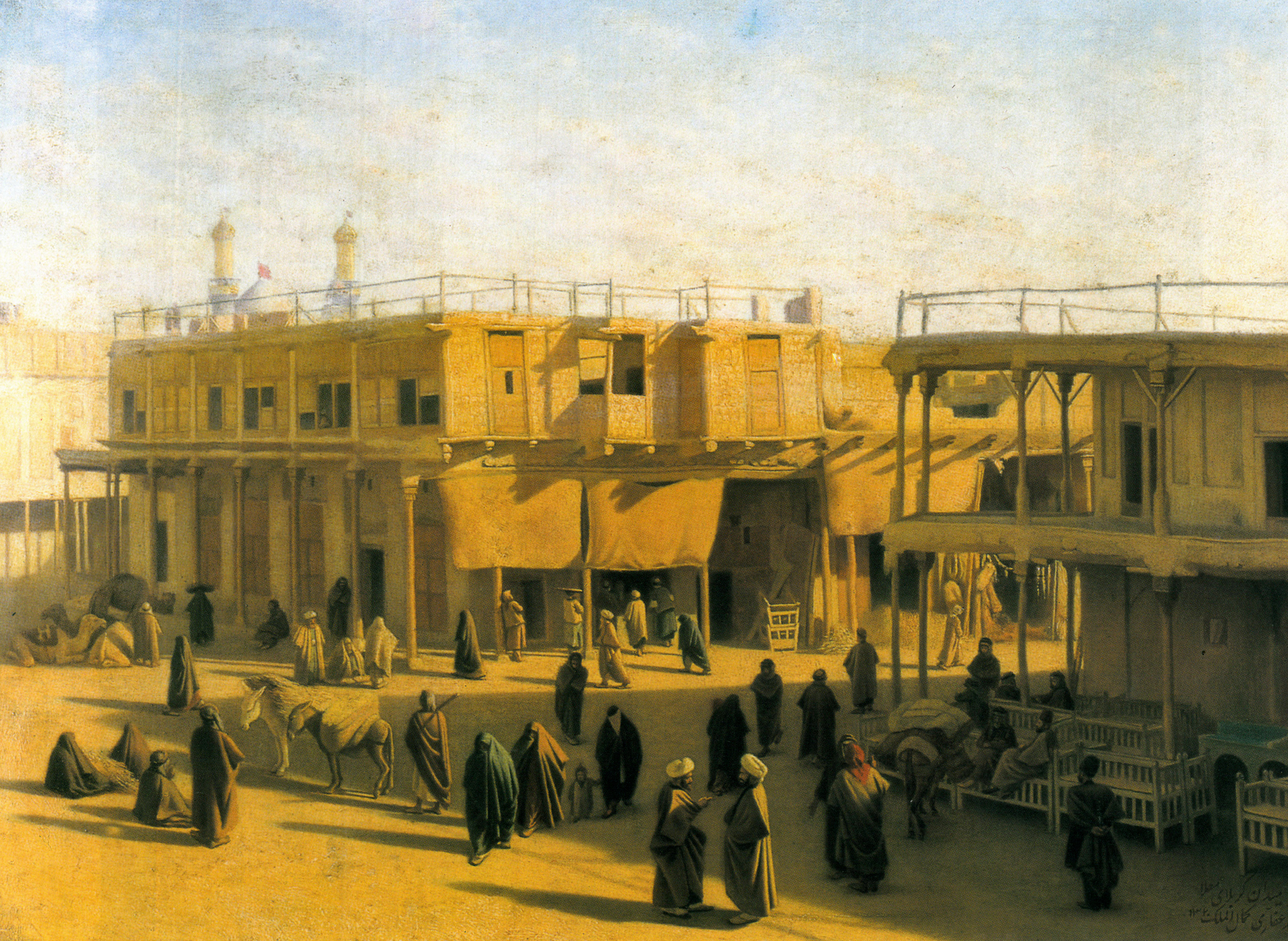
كربلاء في سنة 1320 الهجرية

### مجزرة كربلاء عام 1906

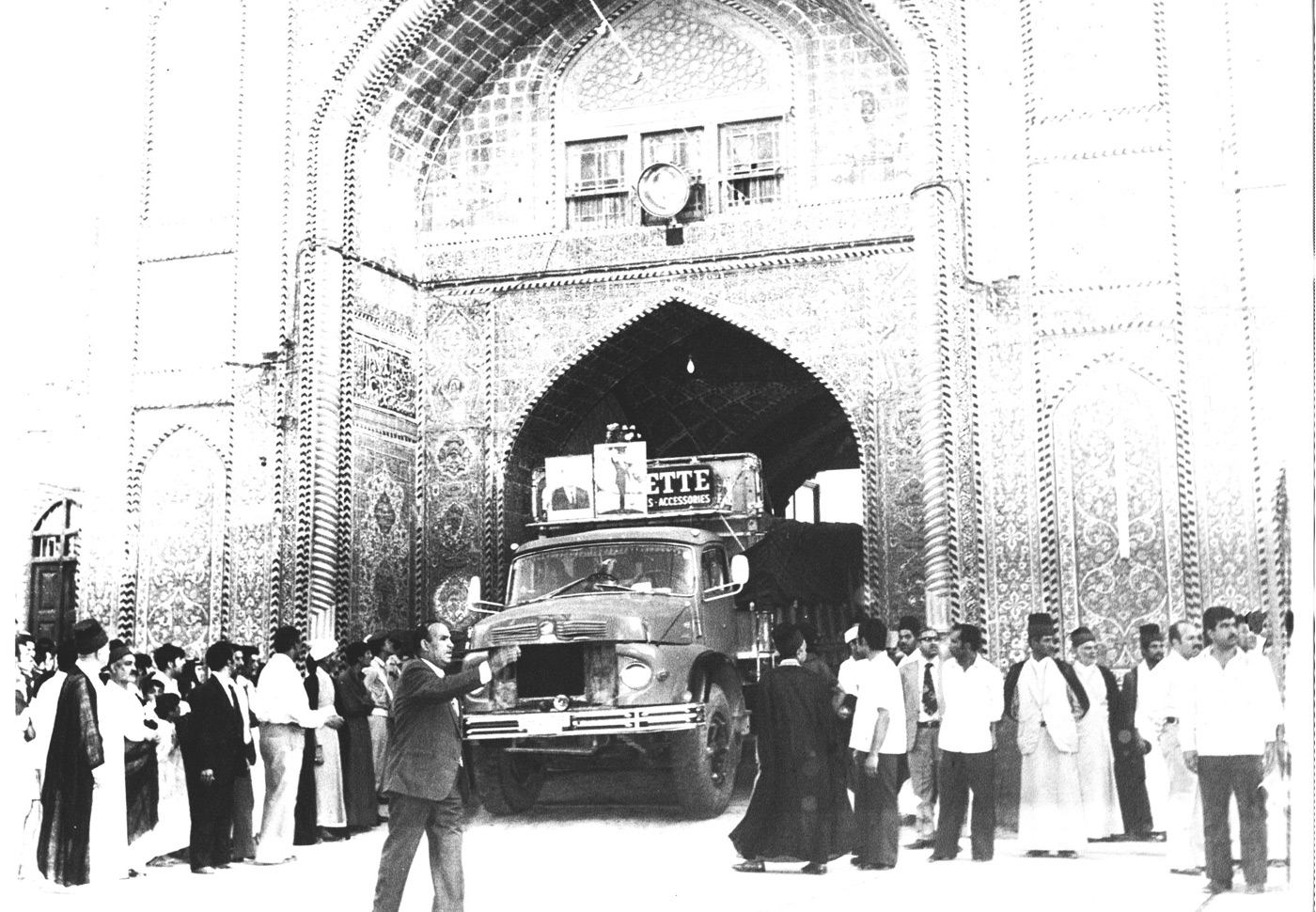
كربلاء في القرن العشرين

في سنة 1906 م فرضت الحكومة المحلية في كربلاء على القادمين من بلاد فارس ضرائب خاصة فأعلن الإيرانيون إحتجاجهم على تلك الضرائب وتذمرهم منها. وقد كان يشجعهم على هذا الاحتجاج نائب القنصل البريطاني في كربلاء محمد حسن خان القندهاري. وقد تجمع المحتجون بالقرب من دار القنصلية وهم في حالة الالتجاء على غرار ماحدث في بلاد فارس في ذلك العام ففرشوا البسط في الشارع وعلقوا خياما على الجدران ليستظلوا بها من ظل الشمس. وقد حاول متصرف كربلاء رشيد بك الزهاوي إقناع المعتصمين بطرق شتى فض الاعتصام ولكن محاولاته لم تجد نفعا أمام إصرار المعتصمين بتنفيذ مطالبهم وبعدها وجهت إليهم الحكومة ثلاث إنذارات متعاقبة وقد حلت نهاية الإنذار الثالث في منتصف ليلة القدر من شهر رمضان سنة 1324 هجري الموافق 10 تشرين الثاني لسنة 1906 م. فأحاط الجنود العثمانيون بالمعتصمين ووجهوا عليهم رصاص بنادقهم وقد قتل في ذلك اليوم حوالي 70 قتيلا من المعتصمين وعدد كبير من الجرحى. ذهب السيد علي الشهرستاني وهو أحد علماء كربلاء إلى القنصل الإيراني في بغداد ليخبره بما جرى وبعدها وصل إلى كربلاء خبراء أرسلهم القنصل البريطاني من بغداد للتحقيق في الحادث وعند ثبوت حدوث المجزرة بحق المعتصمين قررت الحكومة العثمانية عزل والي بغداد عبد المجيد بك.

### ثورة العشرين في كربلاء

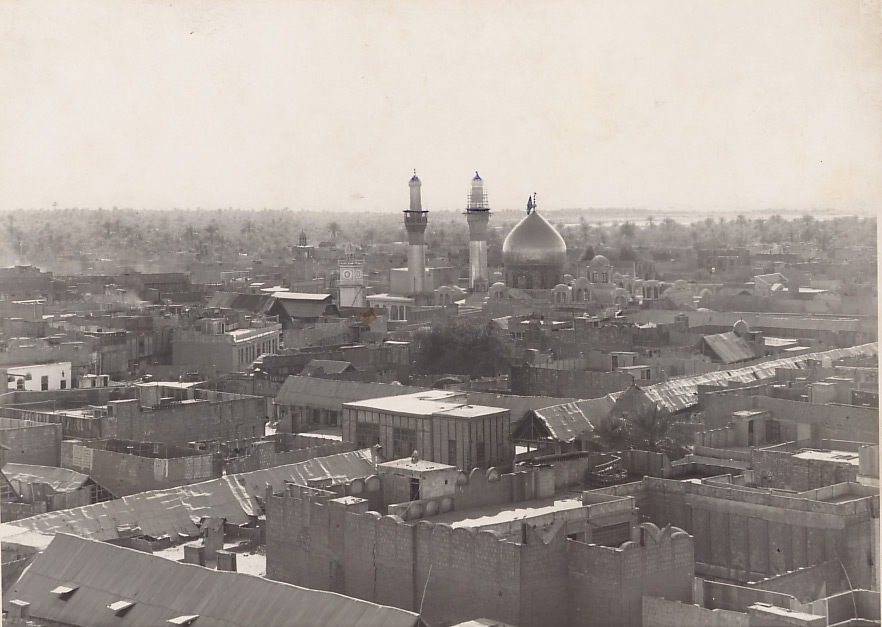
مدينة كربلاء قبل عامين من ثورة العشرين

أصبحت مدينة كربلاء في عهد الثورة ذات أهمية كبيرة وذلك لسبيين وهي وجود المرجع الشيعي الكبير الميرزا محمد تقي الشيرازي فيها وكذلك قرب المدينة من جبهات القتال. وبعد معركة الرارنجية التي حدثت يوم 25 تموز قررت كربلاء المشاركة في الثورة أجتمع مجموعة من رؤساء البلدة بمعاون الحاكم السياسي محمد خان بهادر وطلبوا منه تسليم كل ما لديه من صلاحيات إلى هيئة وطنية منتخبة من رؤساء البلدة فطلب منهم محمد خان مهلة يومين. وقد حاول محمد خان من خلال هذه المهلة الألتفاف على رؤساء البلدة بالاتفاق مع مدير شرطة المدينة وقد فشلت محاولته وعندئذ التجأ محمد خان بهادر ومحمد آمين مع عريف بالجيش البريطاني إلى دار الشيخ رشيد الصافي عندها تطوع الشيخ فخري كمونة لحماية الثلاثة وأخراجهم بإمان من المدينة. وفي اليوم التالي أجتمع رؤساء ووجهاء البلدة بالشيخ الشيرازي وتقرر تشكيل مجلسين للإدارة هما الشعبي والوطني للإشراف على المدينة وجباية الضرائب وتعيين الموظفين والشرطة. وبعد وفاة الشيخ محمد تقي الشيرازي يوم 17 آب تم حل المجلسين اللذان تشكلا بعد إعلان الثورة في كربلاء. وبعد وفاة الشيرازي ظهرت الحاجة لتعيين متصرف لمدينة كربلاء لفرض الأمن والنظام في المدينة وحل للخلافات التي ظهرت بوادرها بين رؤساء ومشايخ المدينة لذلك تقرر تعيين السيد محسن أبو طبيخ متصرفا للمدينة يوم 6 تشرين الأول بعدها شنت القوات البريطانية هجوما واسعا على مناطق الفرات الأوسط لإسترجاع ما فقدته من مناطق ومدن وكان لسقوط مدينة الهندية (طويريج) يوم 13 تشرين الأول بيد القوات الإنجليزية الأثر الأكبر في نشر الخوف بين أهالي كربلاء فتقرر تشكيل وفد من وجهاء ورؤساء المدينة للذهاب إلى تمركز القوات الإنجليزية في الهندية لغرض تسليم المدينة دون قتال وقد وصل وفد كربلاء إلى الهندية يوم 17 تشرين الأول. وقابلوا القائد الإنجليزي ساندرز وطلب منهم الذهاب إلى بغداد لمقابلة السير بيرسي كوكس بعدما أعادته الحكومة البريطانية حاكما مدنيا على العراق وحين قابل الوفد السير برسي كوكس قدم لهم الأخير ستة شروط منها تسليم 17 مطلوبا للحكومة البريطانية. فجرى تنفيذ حميع الشروط الإنجليزية أما بخصوص المطلوبين 17 فقد تم ألقاء القبض على 10 منهم أما الباقين فقد لاذوا بالفرار.

### الانتفاضة الشعبانية

الأضرار التي لحقت بقبة الإمام العباس بعد قصفها بصاروخ دبابة بعد قمع الأنتفاضة فيها

جنود عراقيون يستخدمون السلاح الثقيل في أستهداف سكان المدينة لقمع الأنتفاضة المسلحة في كربلاء

أندلعت شرارة الانتفاضة في كربلاء حالها حال المدن العراقية الأخرى وانتشرت بأسرع مما يمكن أن يتصور أحد حيث كانت كربلاء تضم في وقتها آلاف الزوار وخلال ساعات اختلف الوضع في المحافظة كلياً حيث تهاوت مؤسسات النظام وانتهى وجود الحزبيين ومسؤولي الأمن ولقي الكثير منهم القبض عليهم وتمتعت كربلاء بأجواء الانتفاضة على غرار بقية المدن العراقية، وكانت مركزية الانتفاضة فيها أقل درجة من مثيلتها في النجف بعد أيام قليلة بدء الهجوم من قبل قوات الأمن على المدينة وتم تدمير البساتين والأبنية والمساجد والحسينيات والبيوت حتى لم يعد لها أثر حيث حوصرت المدينة وطلب من أهلها أن يتركوها باتجاه بحيرة الرزازة ورشقت برشقات متوالية من الصواريخ ثم اشتد القصف مما أضطر السكان إلى مغادرة بيوتهم باتجاه البحيرة وما أن امتدت حشود السائرين على الطريق مسافة طويلة حتى بدأت طائرات الهليكوبتر تحصدهــم وتقتل الأبرياء والعزل وكلما تقدمت قوات النظام كان ثوار كربلاء يتصدون لها بعمليات تعرضية جريئة وأوقعوا بها بعض الخسائر، وكذلك قُصف مرقدي الامام الحسين بن علي والامام العباس بن علي فضربت قبّة العتبة العباسية والروضة الحسينية بالصواريخ وقذائف المدفعية بأمر من حسين كامل وقصف مقام كف العباس الأيمن والدور السكنية التي حوله ثم قام الجيش إلى بقصف الصحن الحسيني ونسف باب القبلة ثم اتجه النظام لاستخدام القصف المدفعي والصواريخ وقذائف الهاون من قبل الجنود الذين يختبئون في البساتين المجاورة لمركز مدينة كربلاء فكان القصف يشمل السكان اللاجئين في المرقدين وآصيب العشرات من اللاجئين بسقوف الروضتين وظهرت لاحقاً لقطات فيدوية من المدينة خلال الانتفاضة صورها مجموعة من الشباب المنتفضين.

### غزو العراق

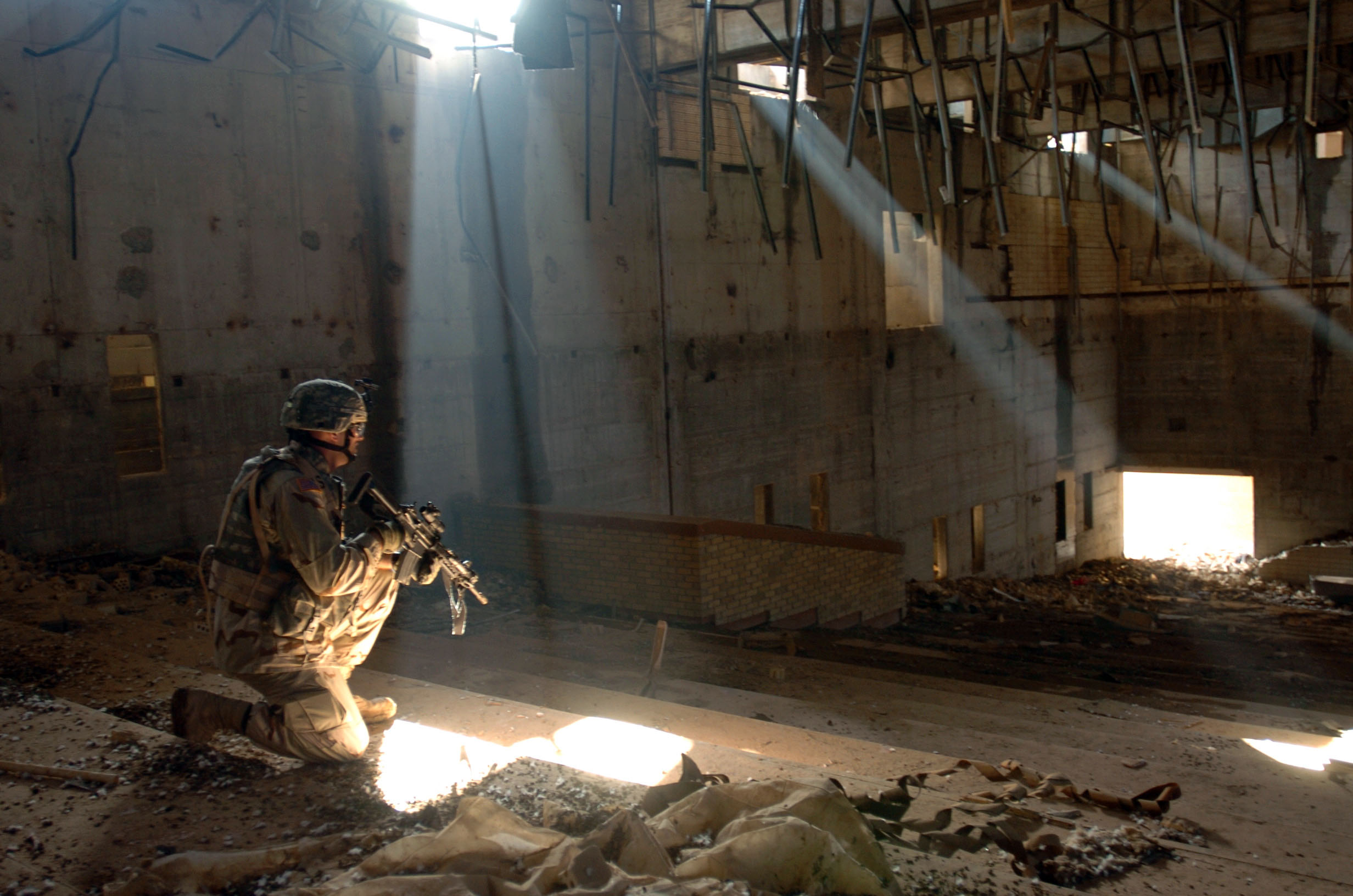
جندي أمريكي في مدينة كربلاء

خلال عملية غزو العراق، الذي قادته الولايات المتحدة شهدت مدينة كربلاء مقاومة عنيفة لم تشهدها الا مدن قليل إستطاعت فيه القوات الأمريكية فرض سيطرتها على المدينة بشكل كامل، بعد معارك خلفت فيها القوات الأمريكية 8 قتلى من جنودهم وسقوط مروحية بلاك هوك وتدمير دبابة أبرامز.
وفي عام 2004، أندلعت معركة أخرى بين القوات الأمريكية والبولندية من جهة وعناصر من جيش المهدي، تحولت فيها المعركة إلى حرب شوارع، وقد إنتج فيلم بولندي عام 2014 يؤرخ هذه المعركة بعنوان (Karbala)، ويدور الفيلم عن معركة وقعت بين الجنود العراقيين والبولنديين في مدينة «كربلاء» العراقية عام 2004 وهي أضخم معركة خاضها الجنود البولنديون منذ الحرب العالمية الثانية.

### بداية الإعمار والتطور

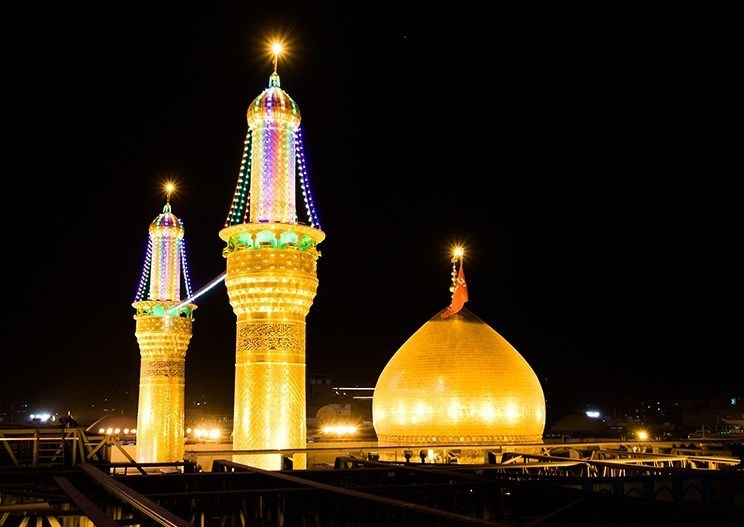
مرقد الإمام الحسين

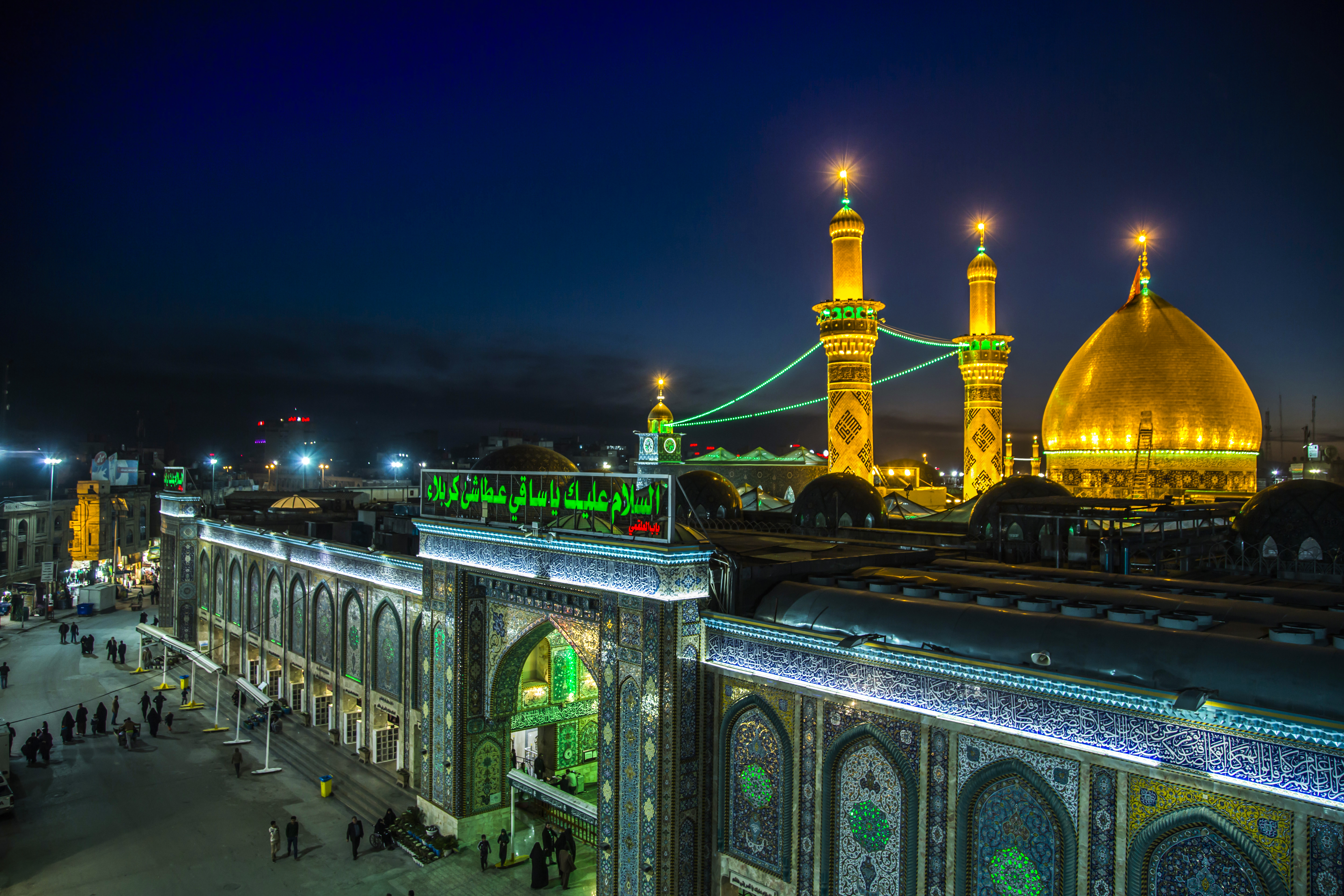
مرقد الإمام العباس

بعد سقوط نظام صدام حسين في 9 أبريل 2003 عادت الشرعية لعتبات كربلاء حيث تشكلت اللجنة العليا لإدارة العتبات المطهرة وفي كربلاء بعضوية العلامة السيد محمد الطباطبائي والعلامة السيد أحمد الصافي والشيخ عبد المهدي الكربلائي بأمر من المرجعية العليا في النجف الأشرف وبتصريح خطي وقعه آية الله العظمى السيد علي الحسيني السيستاني ومراجع النجف السيد محمد سعيد الحكيم والشيخ محمد إسحاق الفياض والشيخ بشير النجفي، حيث أنجزت العشرات من المشاريع العملاقة في العتبتين المقدستين الحسينية والعباسية بحيث أنها تعادل خلال سبع سنوات من العمل ما اُنجز فيهما خلال 4 قرون على الأقل قبل ذلك، وذلك من قبل اللجنة ومن بعدها الأمانتين العامتين للعتبتين المقدستين التي خلفت اللجنة في إدارتهما بعد صدور القانون الرسمي والشرعي دينيا ودستوريا ذي الرقم 19 لسنة 2005م.

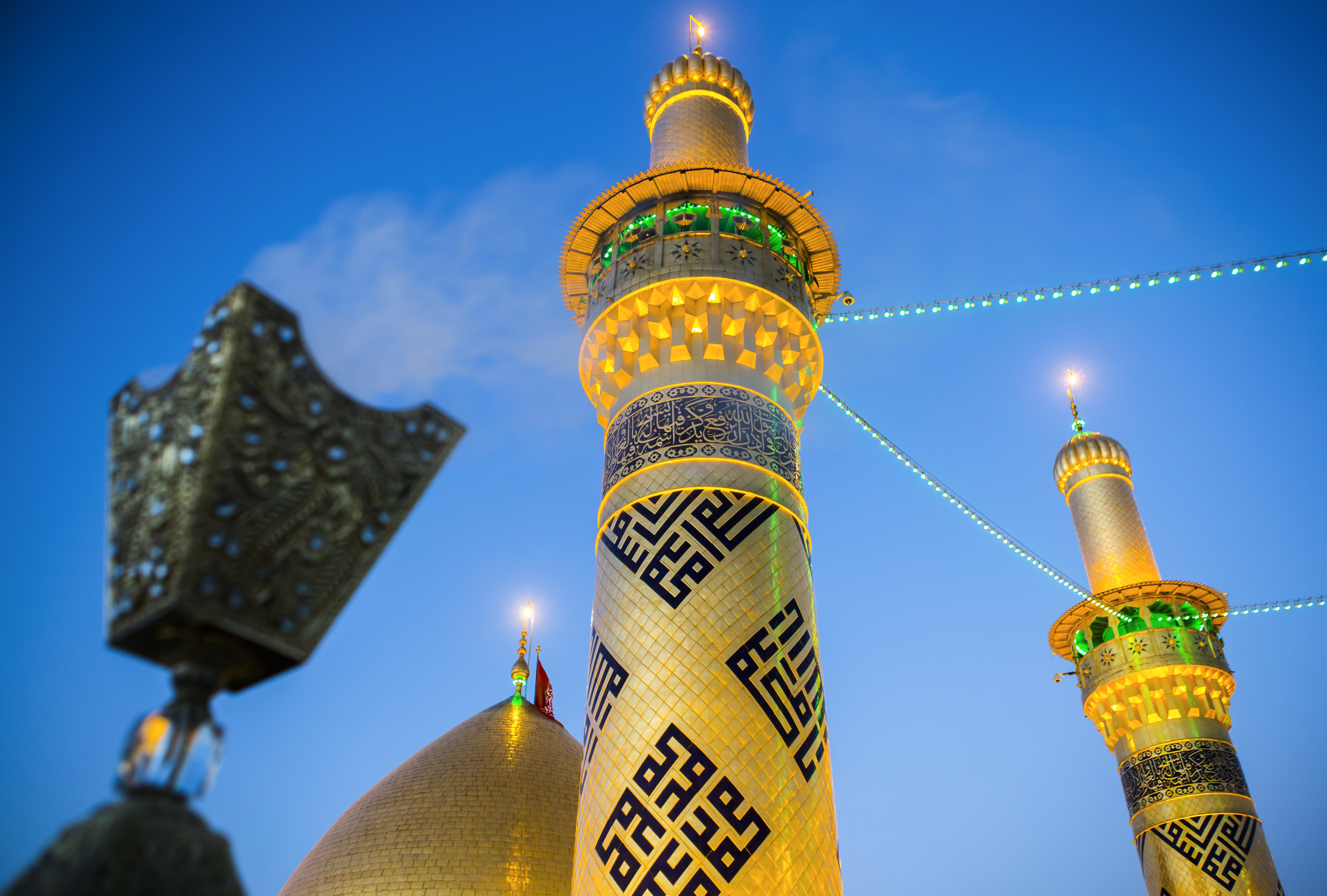
مأذن العتبة العباسية

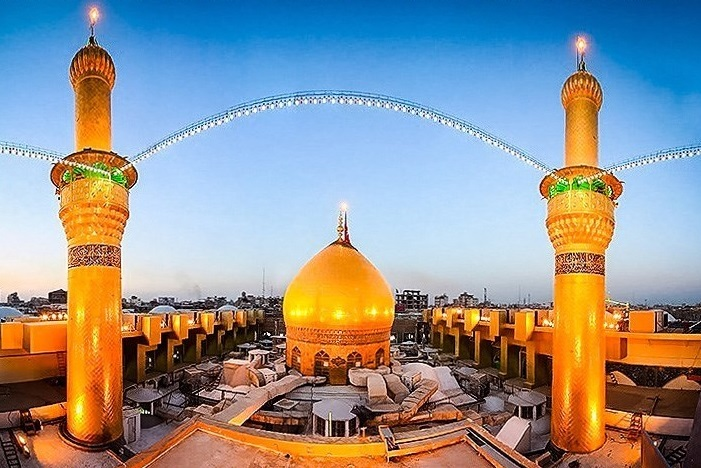
مأذن العتبة الحسينية

إنجاز مشروع تذهيب مأذن الإمام الحسين وزيادة طولهما في حزيران عام 2008م من قبل قسم المشاريع الهندسية في العتبة العباسية المقدسة.
وفي 17 يوليو عام 2010 إنجاز مشروع تذهيب مأذن مرقد أبي الفضل العباس في ذكرى مولده 4 شعبان عام 1431 هـ بالذهب المطعم بالمينا ولأول مرة في العراق ومن قبل شركة عراقية وبإشراف قسم المشاريع الهندسية في العتبة العباسية المقدسة.
في 23 يناير عام 2017، باشرت إحدى الشركات البريطانية أنشاء مطار جديد للمدينة بكلفة 500 مليون دولار، يقع إلى الجنوب من مدينة كربلاء وهو أول مطار يتم تأسيسه في المحافظة ويبلغ مساحته 18 ألف دونم وهو أكبر مشروع في كربلاء.

## التسمية
في المعنى ذكر السيد هبة الدين الشهرستاني أن كلمة كربلاء منحوتي من كلمتي (كور بابل) بمعنى مجموعة قرى بابلية.
في اللغة العربية ذكر ياقوت الحموي في المعجم كربلاء بالمد حول اشتقاقه من كربله رخاوة في القدمين، جاء يمشي مكربلا، وعلله لرخاوة أرضها وتربتها ونقاء حنطتها واستشهد والكربل اسم نبت الحماض، وعلى ما ذكره مؤلف (دبستان المذاهب) يطلقون لفظة بـ (كار بالا) ومعناه الفعل الفوقي أو العلوي، فعرب بكربلاء.
وقيل تسمية كربلاء تعود في جذورها إلى العهد البابلي، وهي مشتقة من "كرب أي مصلى، و (كرٌ وبلاء), و"آل" أي الإله عند الآراميين الساميين، آي يكون معناها مصلى الإله كما ذكر ذلك الدكتور مصطفى جواد، وقيل كور بابل التي ترجع إليها التسمية ومن المحتمل أن المسلمين خففوا لفظ كربلا من كور بابل وهذا الكلام يقال أنه صحيح.
وقال الأديب اللغوي (انستاس الكرملي): (والذي نتذكره فيما قرأناه في بعض كتب الباحثين أن كربلاء منحوتة من كلمتين من (كرب) و (إل) أي حرم اللـه أو مقدس اللـه).
وجاء في كتاب كربلاء في الذاكرة لسلمان هادي الطعمة ما نصه:
تعتبر كربلاء من المدن العراقية القديمة التي يعود تاريخها إلى العهد البابلي. ويذكر أن اسمها يعني (قرب الآلهة) وذهب بعضهم إلى أن اسمها مشتق من كلمة (كور بابل) التي هي عبارة عن مجموعة من قرى بابلية قديمة منها نينوى والغاضرية وكربله بتفخيم اللام ثم كربلاء وعقر بابل والنوايس والحائر، وذهب آخرون أن اسمها مشتق من الكرب والبلاء.
وتشتهر كربلاء بقدسيتها لدى الشيعة، فقد أُريق على تربتها دم سبط الرسول الكريم الحسين بن علي وأهل بيتـه في واقعـة الطف المشهـورة سنة 61 هـ (680م).
قال سامي المنصوري في كتابه (التقسيمات الإدارية في لواء كربلاء) "وقد كان اسم كربلاء الأصلي في صدر الإسلام كربلا بدون همزة، أضيفت الهمزة فيما بعد في الشعر العربي". ويرجع بعض المؤرخين أن العرب خففوا من لفظة كربلاء من (كور بابل). ويقول الأب انستاس ماري الكرملي ان كربلاء منحوتة من (كورب) و (الـ) وهو أمر وارد لأن هذه البقاع سكنها الساميون قديما. واذا فسرنا (كرب) بالعربية أيضا دلت معنى (القرب) فقد قال العرب كرب يكرب مكروباً، أي دنا وهو يعطي المعنى نفسه لدى الساميين. أما (الـ) فقد كان يعني (الال) في اللغة السامية. وعلى حسبان كربلاء من الأسماء السامية تكون القرية من القرى القديمة التابعة لبابل. وهي كما قال ياقوت الحموي ناحية من نواحي نينوى الجنوبية. ومما يدل على قدم كربلاء وجودها قبل الفتح الإسلامي ما ذكره الخطيب البغدادي بسنده إلى ابي سعيد التميمي: (اقبلنا مع علي (ع) من صفين فنزلنا كربلاء، فلما انتصف النهار عطش القوم) والمهم في هذا الحديث دلالته التوثيقية حيث يعتبر كربلاء موجودة قبل سنة 40 هـ وهو التاريخ الذي مرّ به الامام علي فيها.
وذكر ياقوت الحموي لفظة (كربلاء) واوعزها إلى ثلاثة أوجه، فقال ما نصه: «كربلاء بالمد وهو الموضع الذي قتل فيه الحسين بن علي في طرف البرية عند الكوفة. فأما اشتقاقه فالكربلة رخاوة في القدمين، يقال جاء يمشي مكربلاً فيجوز على هذا أن تكون أرض هذا الموضع رخوة فسميت بذلك ويقال كربلتُ الحنطة إذا اهززتها ونقيتها وينشد في صفة الحنطة:
فيجوز على هذا أن تكون هذه الأرض منقاة من الحصى والدغل فسميت بذلك، والكربل اسم نبت الحماض. وقال أبو وجره يصف عهون الهودج:
فيجوز أن يكون هذا الصنف من النبت يكثر نبته هناك فسمي به، وقد روي أن الحسين لما انتهى إلى هذه الأرض قال لبعض اصحابه ما تسمى هذه القرية وأشار إلى العقر فقال اسمها العقر فقال الحسين نعوذ بالله من العقر ثم قال فما اسم هذه الأرض التي نحن فيها قالوا كربلاء فقال أرض كرب وبلاء وأراد الخروج منها فمنع كما هو مذكور في مقتله حتى كان منه ما كان. ورثته زوجته عاتكة بنت زيد بن عمرو بن نفيل فقالت:
ونزل خالد عند فتحة الحيرة كربلاء فشكى اليه عبد الله بن وثيمة البصري الذبّان فقال رجل من أشجع في ذلك:
وتسمى كربلاء أيضا بأسماء أخرى قبل استشهاد الحسين بن علي واصحابه وعدد من أهل بيته
تسمى:- الغاضرية، نينوى، عقر، الطف.

## الحكومة المحلية

### مجلس المُحافظة
كان موقع السراي (مجلس المحافظة) قديماً في خان (خلفه حسن) بشارع الگمرك الذي يعرف بـ (خان الشرطة) ثم أنتقل إلى شارع العباس في خان الخيالة. وفي سنة 1928م شيد السراي الحاج حسين المعمار والحاج علي أكبر وهو البناية السابقة أي المحكمة حالياً، وقد صرف عليه 27 ألف روبية. وبعدها شُيدت البناية الجديدة التي هي اليوم ماثلة للعيان وذلك في عهد شبيب المالكي المُحافظ الأسبق.

### رئيس البلديَّة
تُناطُ الخدمات التي تُقدم في كربلاء برئيس بلديَّتها، المسؤول عن أمنها ورفاهيَّة أهلها وتنظيمها، والمُنتخب من قِبل مجلسٍ بلديّ يُنتخب بدوره من قِبل أبناء المدينة. كان موقع البلدية في ساحة الميدان القديم في بناية المجمّع الذي يطلق عليه بـ (قرّات خانه) ثم تحولت إلى (الميدان) الذي يطلق عليه اليوم بـ (ساحة الزهراء)، وكانت تجمع دوائر المدينة. ثم انتقلت هذه الدائرة إلى موقعها الحالي على شارع العباس في محلة العباسية الغربية، خلف مديرية البرق والبريد والهاتف. ويتولى ادارتها رئيس البلدية.
تأسست بلديَّة كربلاء فعليًّا سنة 1874م، وعُيِّنَ محمد علي بن عبد الوهاب آل طعمة أول رئيسًا لبلديَّتها، أما رئيسها الحالي فهو أنمار الرفيعي.

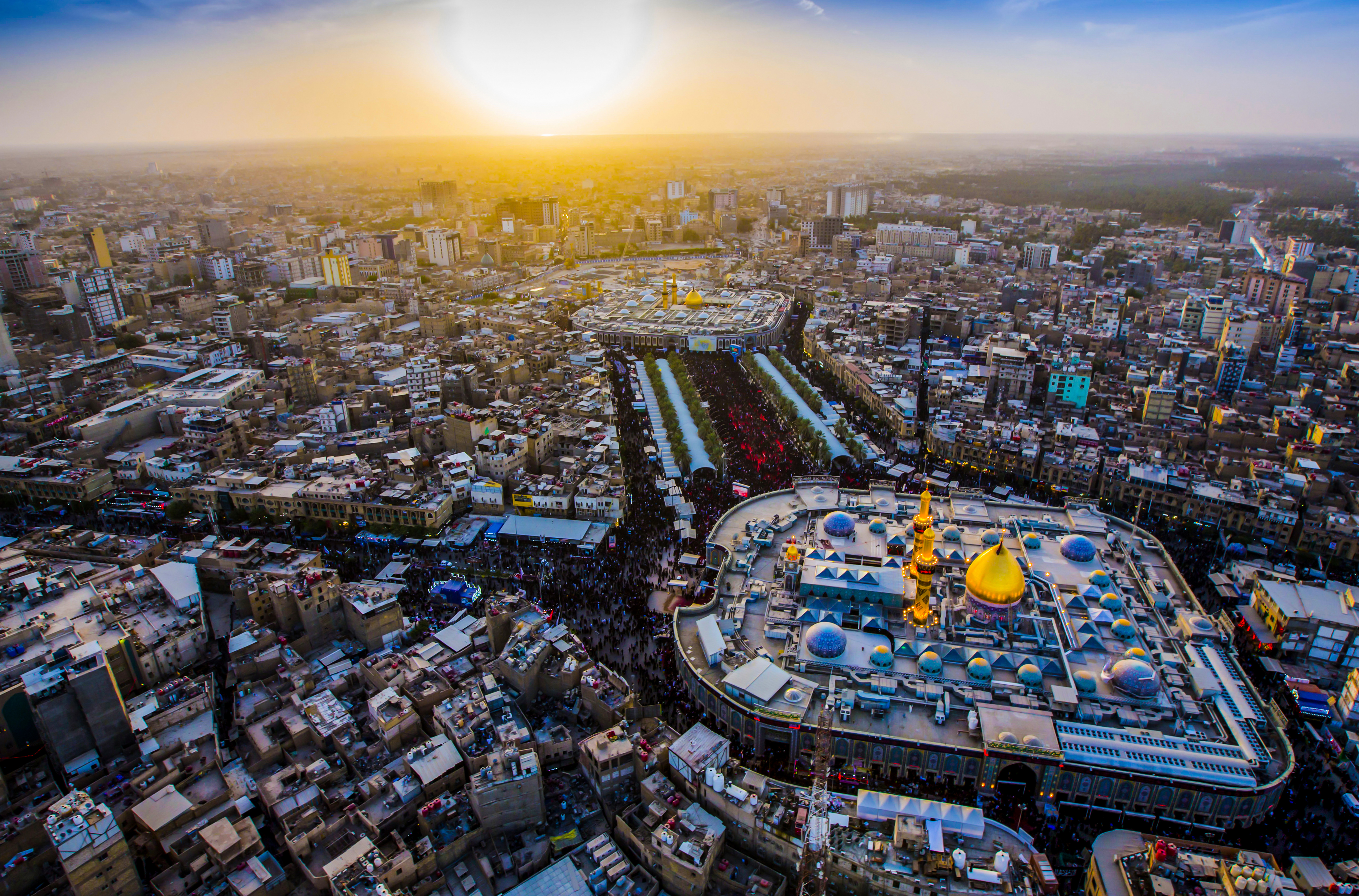
كربلاء

## سكان كربلاء

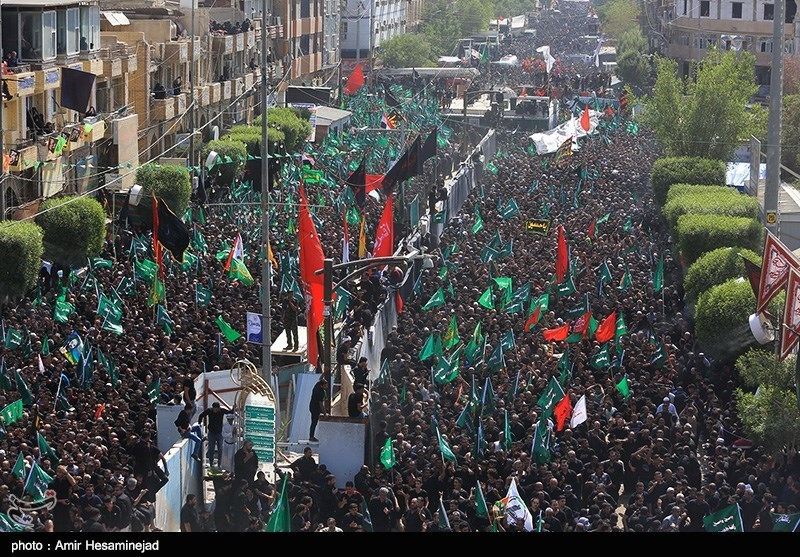
سكان مدينة كربلاء عام 2017

## القبائل
تضم محافظة كربلاء أُسر وعشائر عديدة من أصول عربية وأفغانية وإيرانية ومن أبرز تلك العشائر هي قبيلة بنو أسد وقبيلة بني مسعود (المسعود) وقبيلة اليسار الطائية والسادة بنو هاشم إضافة لوجود عشائر وقبائل أقل منها عدداً وشهرة 

### الدين
تعتنق الغالبيَّة العُظمى من سُكَّان كربلاء الإسلام دينًا، على المذهب الشيعي الإثنا عشري، وهي واحدة من أهم وأكبر المدن الشيعيَّة في العراق وذلك لوجود ضريح الإمام الحسين وأخيه العباس. أغلب سكان مدينة كربلاء من العرب وأقلية من الفرس يعشون في المدينة القديمة وكان نصف سكان المدينة في القرون الماضية من الفرس والأذر.

### التعداد
| العام | السكان  |
| ----- | ------- |
| 1908  | 50٫000  |
| 1947  | 57٫947  |
| 1957  | 91٫165  |
| 1971  | 213٫102 |
| 1985  | 574٫184 |
| 2005  | 454٫000 |
| 2011  | 675٫000 |
| 2016  | 900٫000 |

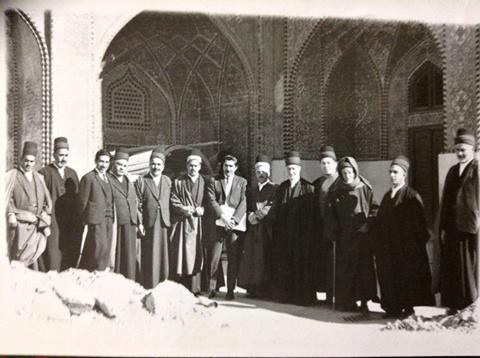
صورة لبعض من وجهاء مدينة كربلاء

حسب تقديرات عام 1985 بلغ عدد سكان المدينة 574 الف نسمة نتيجة إلى نزوح السكان من القرى والأرياف وبعض المدن العراقية بسبب الحرب العراقية الإيرانية عام 1980م بعدما كان عدد سكانها سنة 1971م 213 الف نسمة. وفي تقديرات عام 2011 بلغ عدد سكان المدينة نحو 675 الف نسمة تم فيها أستثناء منطقة الحر شمال المدينة وحسب تقديرات الجهاز المركزي للإحصاء بلغ عدد سكان المدينة في عام 2005 نحو 454 الف نسمة وبعد الأستقرار الكبير في العراق زاد عدد سكان المدينة وهو يتراوح الآن مابين 800 إلى 900 الف نسمة.

## البُنية التحتيَّة

### أحياء كربلاء

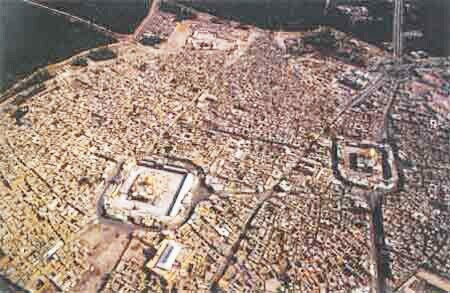
صورة جوية لمدينة كربلاء

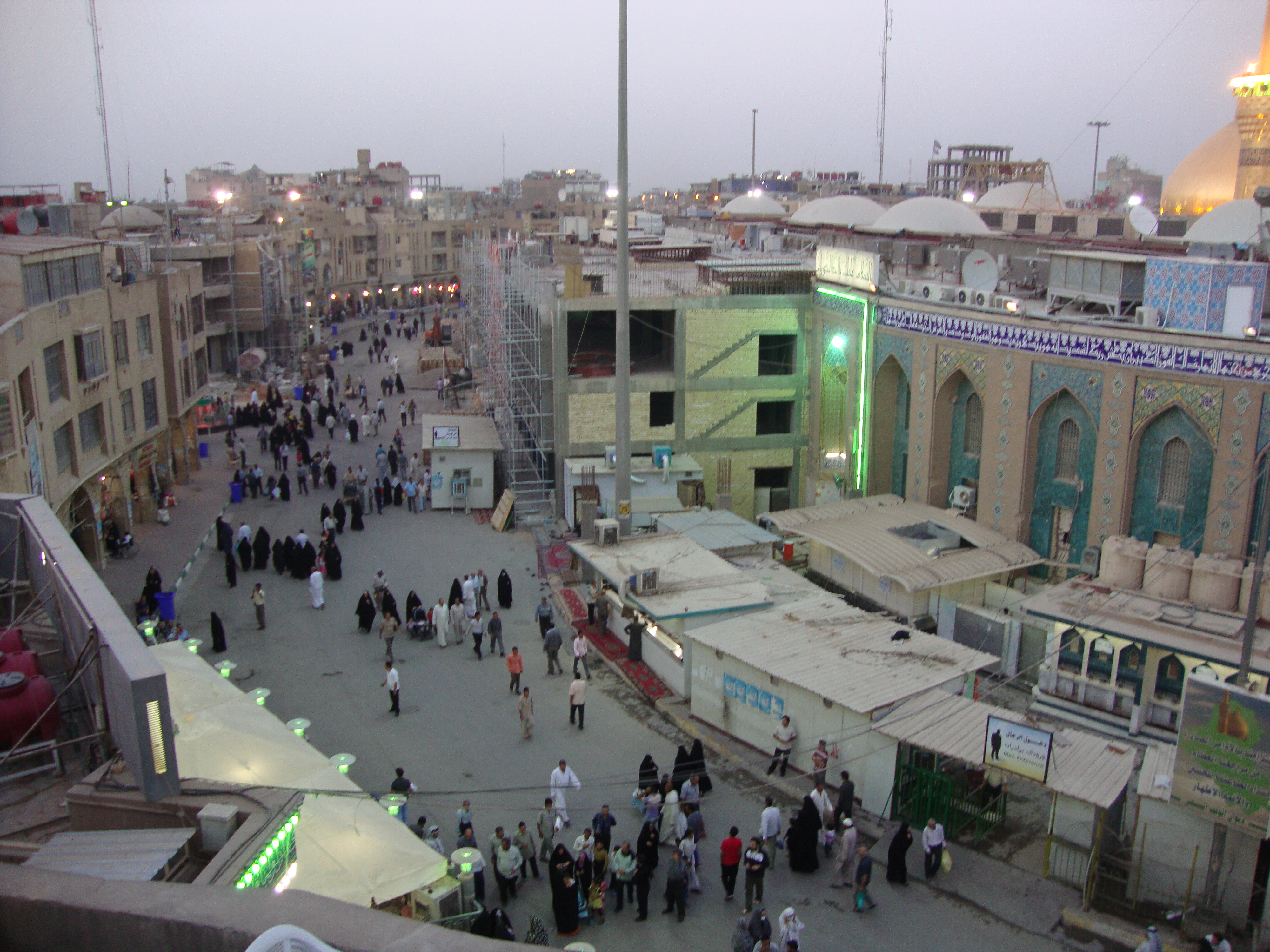
بجوار حرم الإمام الحسين

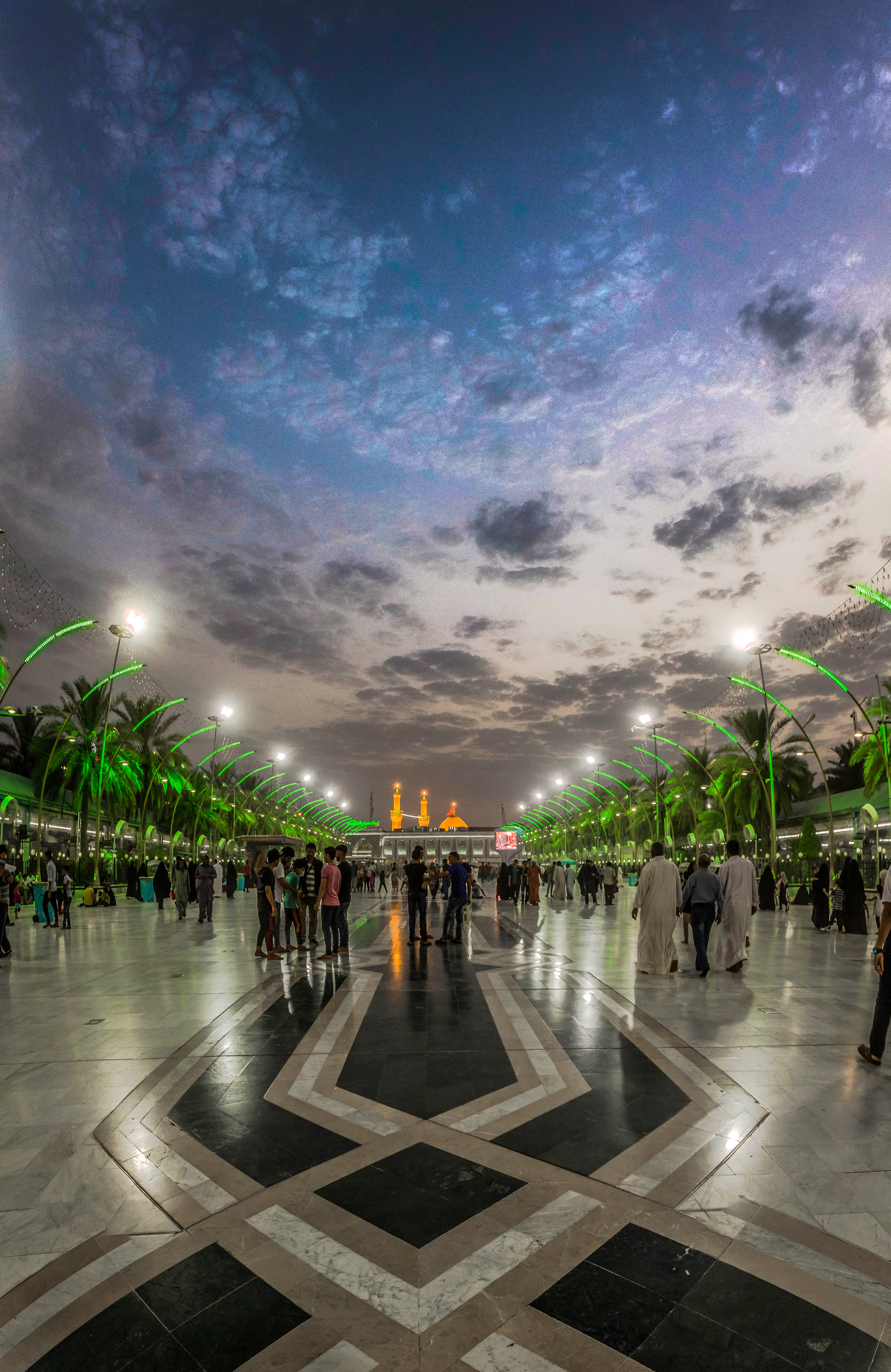
منطقة ما بين الحرمين

تُقسم كربلاء إدارياً إلى ثلاثة قطاعات رئيسية وتُقسم كل من هذه القطاعات إلى أحياء، وتتميز أحياء كربلاء بتنوعها بين أحياء تاريخية تمتد جذورها إلى حقب تاريخية تمتد إلى العهد الصفوي والعثماني وأحياء حديثة تأسست في السبعينيات، تبلغ عدد هذه الأحياء السكنية أكثر من 57 حي وأهمها.
| المرحلة              | المحلات | عددها |
| منذ التأسيس حتى 1958 | باب بغداد، باب السلامة، باب النجف، باب الطاق، باب الخان، المخيم الحسيني، العباسية الشرقية والغربية | 10    |
| من 1958 حتى 1980     | الإسكان، العباس، القزوينية، السعدية، الغدير، الجمعية، العلماء، المعملجي، المعلمين، الحر، العامل، النقيب، العدالة، البلدية، 14 رمضان، الموظفين الأول، التعليب، الصحة، الإسلاح، الأنصار، الأسرة التعليمية | 21    |
| من 1981 حتى 2015     | الأنصار، العروبة الأول، العروبة الثاني، جمعية باب طويريج، ملحق الانصار، الهيابي، اليرموك، التعاون، العسكري الأول، العسكري الثاني، الضباط الأول، الضباط الثاني، سيف سعد، شهداء سيف سعد، القادسية، البناء الجاهز، الفارس، التحدي، الرسالة، الأطباء، السلام، النصر، الميلاد، الوفاء، القدس، الإطارات، المدراء، التعاون، الإسكان العسكري، السجناء السياسيين | 40    |

| العروبة.    | العامل.        | الحر.         | المعلمين.  | الموظفين الأولى.  | الموظفين الثانية. | التعليب.         |
| المعلمجي.   | السعيدية.      | العلماء.      | النقيب.    | الجمعية.          | العدالة.          | القزوينية.       |
| الحسين.     | الأسرة.        | ملحق الأنصار. | الأنصار.   | الاسكان.          | البهادلية.        | الإصلاح الزراعي. |
| الصحة.      | البلدية.       | العباس.       | المخيم.    | العباسية الغربية. | العباسية الشرقية. | باب النجف.       |
| باب طويريج. | باب الخان.     | باب الطاق.    | باب بغداد. | باب السلالمة.     | رمضان.            | الزهراء.         |
| الضباط.     | شهداء سيف سعد. | سيف سعد.      | الصناعي.   | الجاهز.           | العسكري.          | القادسية.        |
| النصر.      | التعاون.       | الثورة.       | الاساتذة.  | المدراء.          | التحدي.           | الجاير.          |
| السلام.     | المهندسين.     | الوفاء.       | القدس.     | الفارس.           | الاطباء.          | الطاقة.          |

### الأسواق

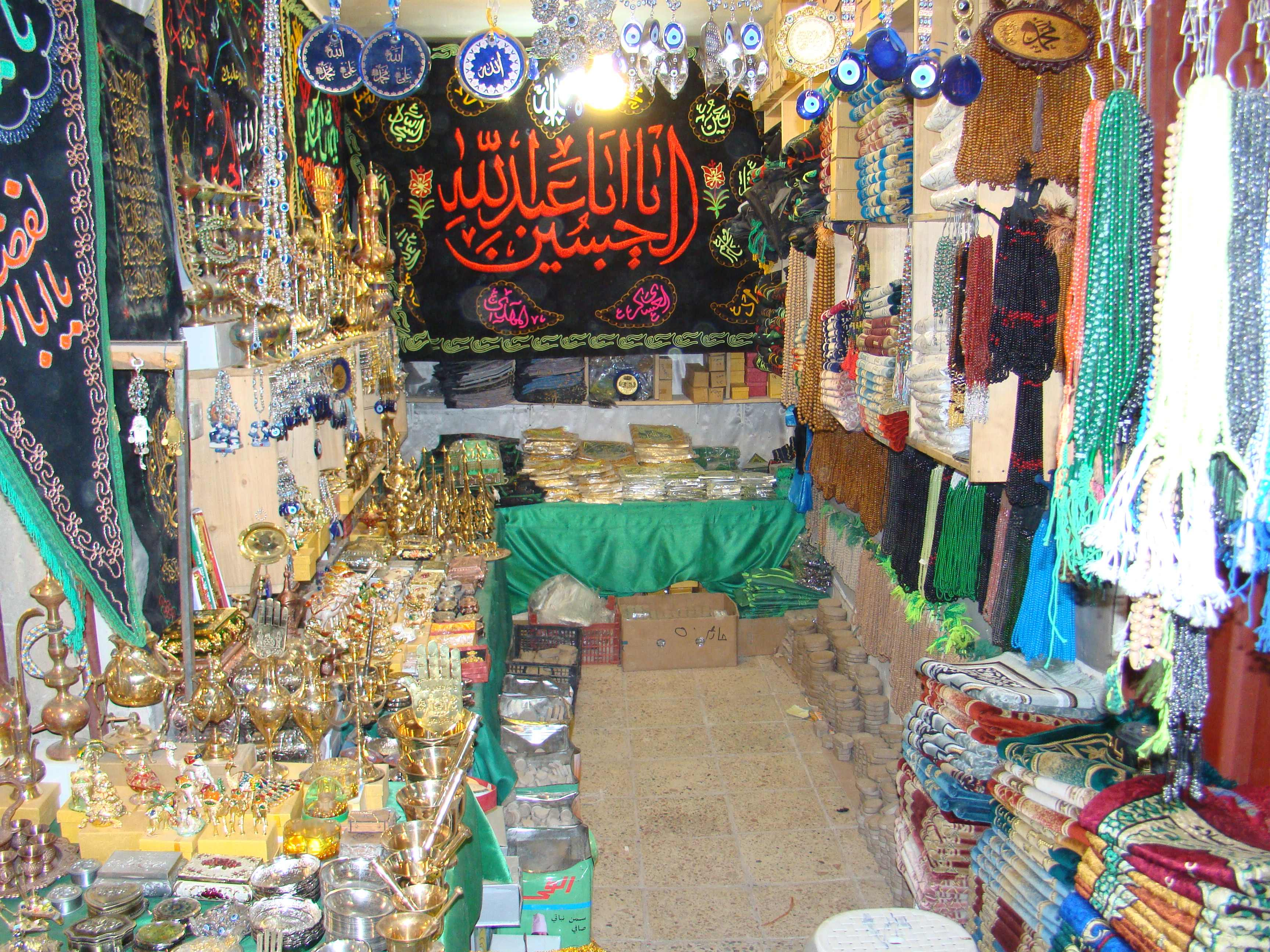
الأسواق في كربلاء

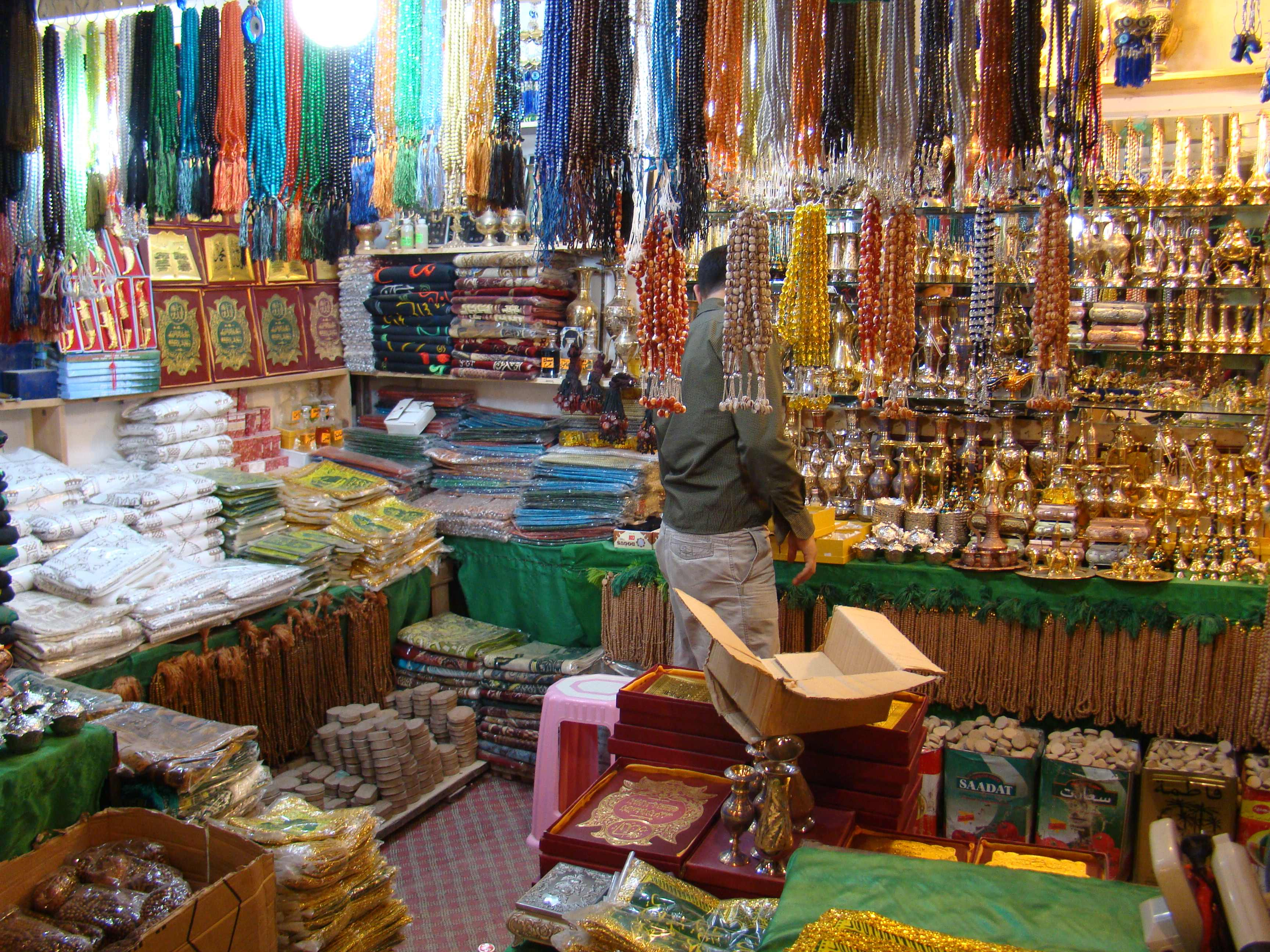
الأسواق في كربلاء

تُعد الاسواق القديمة في مدينة كربلاء أحد أهم الآثار التاريخية فيها، وتذكر المصادر التاريخية أن نشأة الأسواق التراثية في هذه المدينة المقدسة تعود إلى بداية القرن الثالث الهجري، وبالتحديد من زمن الخليفة العباسي المأمون. وتُشير تلك المصادر إلى أن أسواق كربلاء كانت في تلك الفترة عامرة تسودها الطمأنينة وتؤمها القوافل. وكان من الزائرين من يؤثر البقاء عند مرقد الإمام الحسين، ومن يرجع إلى وطنه. وذلك قبل أن يأمر المتوكل بهدم البناء الذي كان يعلو القبر والمباني التي حوله وذلك سنة 236هـ (850م). وفي العهد البويهي انتشرت الأسواق بين المرقدين وذلك بعد أن قام عضد الدولة بإعادة بناء مرقد الإمام الحسين بين سنتي (980م - 982م)، وبناء مرقد العباس لأول مرة سنة 372هـ (983م)، وتشييد بيوت وأسواق جديدة في المدينة.
واشتهرت مدينة كربلاء بأسواقها التاريخية العريقة التي تؤلف بمجموعها وحدة من وحدات المنشأة الاجتماعية، فهي ترتبط عضوياً بالمراقد المقدسة وتحيط بها. وقسم منها يمتد أمام مداخلها بحيث لا يمكن إلا المرور من خلالها. والأسواق في مدينة كربلاء، والمدن العراقية عموماً، أنشئت ضمن تخطيط المدينة، فجاءت بحلول موفقة للمشاكل العمرانية والسكنية القائمة آنذاك. وهي لا تختلف من ناحية طراز عمارتها عن الأسواق في المدن العربية والإسلامية. إذ فرضت طبيعة المناخ السائد في تلك المدن نمطاً معيناً من الأسواق، فهي ضيقة وشبه مستقيمة، وفي أكثر الأحيان تقوم على طرفيها الدكاكين المختلفة وغالباً ما تكون ممراتها مسقوفة للوقاية من الأمطار وأشعة الشمس والرياح. ومن أشهر هذه الأسواق سوق السراجين، سوق الخياطين، وسوق الحياك، وسوق باب السلالمة، وسوق المخيم، سوق باب الخان، وسوق الصفارين وغيرها من الأسواق.

### دور العبادة

#### الجوامع

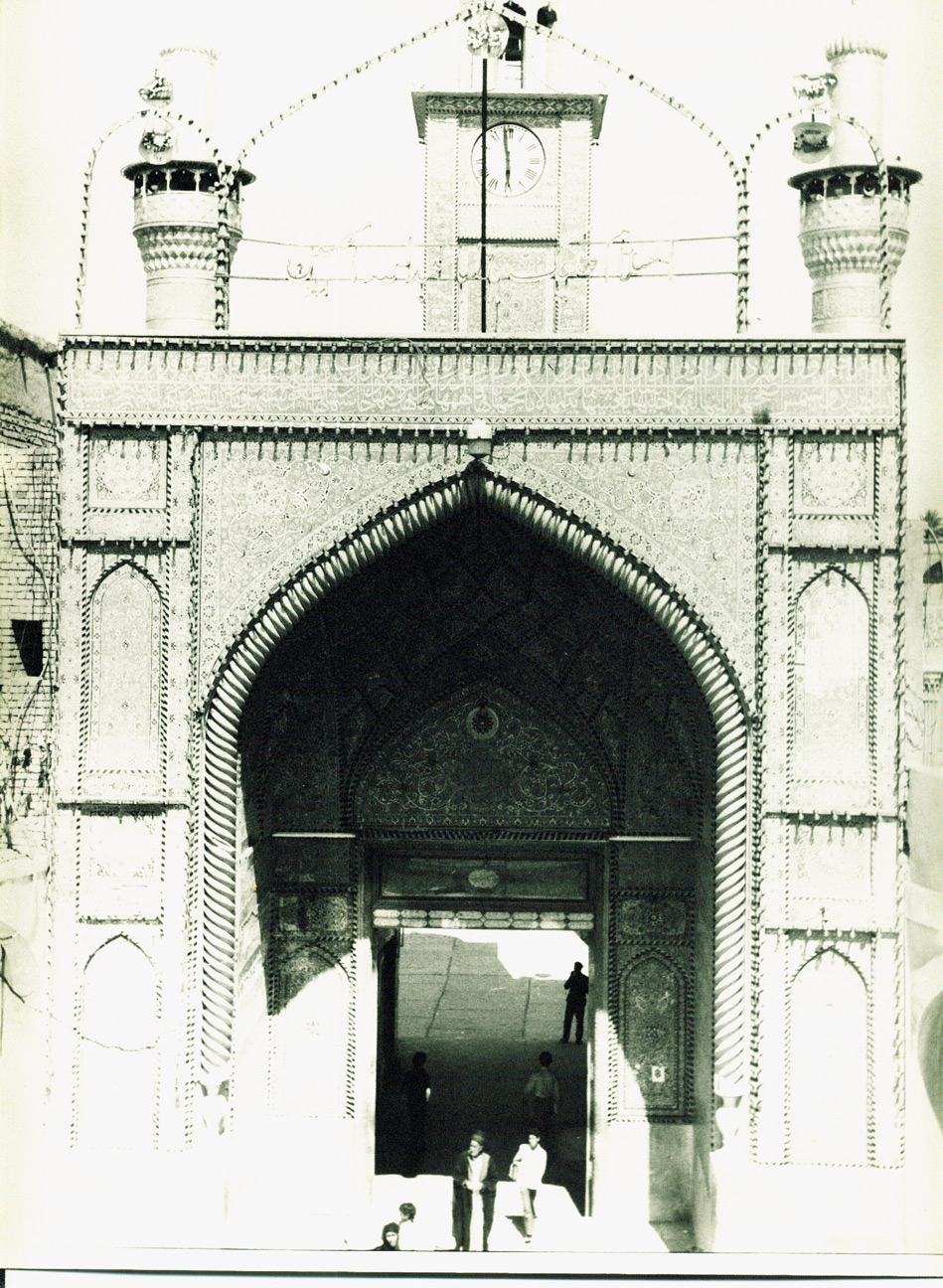

- مسجد الشهيد: أنشأه العالم الجليل محمد بن مكي العاملي المعروف بالشهيد الأول سنة 751هـ ويقع في محلة آل فائز المعروفة اليوم بمحلة باب السلالمة.[85]
- جامع الناصري: شيده السلطان ناصر الدين القاجاري سنة 1276هـ وقدم تهدم الجامع سنة 1368هـ.
- جامع الحميدية: (المسجد الحسيني) اسسه السلطان عبد الحميد العثماني سنة 1915م. ويقع في شارع الگمرك (الامام الحسن) جنب مديرية الاوقاف القديمة.
- مسجد السيد علي نقي الطباطبائي: شيده العالم السيد علي الطباطبائي صاحب الرياض سنة 1220هـ واشتهر باسم حفيده العالم السيد علي نقي. ويقع قرب سوق التجار الكبير.
- مسجد كبيس: يقع في محلة باب الطاق مقابل حمام كبيس. وكان قد أسس منذ هجرة عشيرة (الكبيسات) إلى كربلاء واستيطانهم بها في القرن العاشر الهجري. وكان يقيم الجماعة في المسجد المذكور السيد منصور بن محمد ابن المعالي الحائري والد الأمير السيد علي الكبير وذلك حدود سنة 1180هـ.[86]
- مسجد الميرزا شفيع خان يعود تاريخ بناء هذا المسجد إلى عهد الميرزا شفيع خان أحد رؤساء وزراء إيران في العهد القاجاري، فهو الذي أمر ببنائه خلال زيارته لكربلاء سنة 1309هـ (1892م).[87]
- مسجد الشيخ يوسف البحراني: يقع في محلة باب الطاق قرب المدرسة الهندية. أسسه العالم الشيخ يوسف البحراني صاحب الحدائق المتوفى سنة 1186هـ.
- مسجد الآغا باقر: يقع في محلة باب الطاق مقابل مسجد الشيخ يوسف البحراني وجوار المدرسة الهندية. أسسه العالم المؤسس الوحيد الآغا باقر الببهاني زعيم الحوزة الدينية المتوفى سنة 1208هـ.
- جامع الحاج نصر الله: يقع في محل العباسية الشرقية على شارع العباس. شيده الحاج نصر الله عبد الكريم سنة 1343هـ ثم جدد بناؤه المتولي كاظم الحاج حسن سنة 1382هـ.
- مسجد صاحب الحدائق: يقع هذا المسجد مقابل المدرسة الهندية وجامع البهبهاني. وقد شيد من قبل الشيخ يوسف البحراني الشهير بصاحب الحدائق المتوفى سنة 1186هـ (1772م) وقد أعيد بناؤه في بداية الثمانينات.
- جامع العطارين: يقع هذا الجامع مقابل المدرسة السليمية، بالقرب من سوق التجار الكبير. شيد من قبل السيد علي الطباطبائي صاحب الرياض سنة 1210هـ (1796م).
- مسجد الاردبيلية: يعتبر هذا المسجد من مساجد العراق القديمة في مدينة كربلاء. ويقع على الطريق المؤدي إلى مرقد أبن الحمزة، ويضم مصلى واسعاً وغرفاً جانبية دفن فيه العديد من العلماء المشهورين.

#### الحسينيات

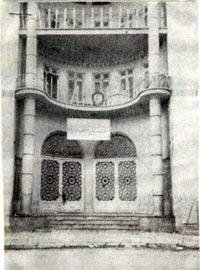
الحسينية الطهرانية في كربلاء

- الحسينية الحيدرية: تقع في شارع الحائر الحسيني، أقيمت على أنقاض خان الباشا، وهي ذات مساحة واسعة، بنيت بالرخام ولها أعمدة مرتفعة وتتخللها زخرفة.
- الحسينية الاصفهانية: تقع هذه الحسينية على أمتداد شارع القبلة أو (شارع أبو الفهد). شيدت سنة 1379هـ (1960م) من قبل أهالي مدينة أصفهان في إيران لذلك سميت باسمهم.
- الحسينية الطهرانية: هي من أقدم الحسينيات التي تأسست في العراق وكربلاء أسسها تجار إيرانيون من طهران عام 1715م، وتعد من أشهر الحسينيات في مدينة كربلاء.[88]
- حسينية السيد محمد صالح: شيدت هذه الحسينية سنة 1344هـ (1926م) من قبل محمد صالح البلور فروش. وتقع في شارع المخيم.
- حسينية الأسكوئي الحائري: تقع هذه الحسينية عند مدخل زقاق الداماد. شيدت سنة 1345هـ (1927م) من قبل ميرزا علي بن الميرزا موسى الأسكوئي الحائري، وكانت تحتوي على مكتبة عامة بأسم (مكتبة العلامة الحائري)، وتتألف من طابق واحدة تتوسطه ساحة وسعة تحيط بها الغرف.[89]

- حسينية السيد محمد صالح: تقع في شارع المخيم. أنشأها السيد محمد صالح بن السيد مهدي بن السيد مرتضى نائب كليدار الروضة الحسينية المتوفى سنة 1354هـ (1936م).
- حسينية المازندراني: تقع هذه الحسينية خلف مبنى المخيم. شيدها الشيخ محمد مهدي الواعظ المازندراني الحائري سنة 1372هـ (1953م).
- حسينية أولاد عامر: تُعد هذه الحسينية من المباني الإسلامية الحديثة التي أعيد بناؤها في السنوات الأخيرة. وتعتبر من أجمل الحسينيات في مدينة كربلاء. شيدت سنة 1375هـ (1955م) وأعيد بناؤها سنة 1420هـ (2000م).

### الكنائس

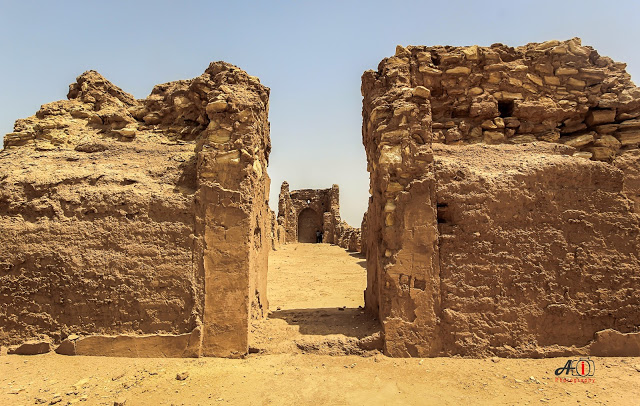
كنيسة القيصر الأثرية في كربلاء

تعتبر كنيسة القيصر واحدة من أقدم الكنائس في الشرق حيث يعود تاريخ تأسيسها إلى القرن الخامس الميلاد، تقع في وسط الصحراء على بعد 70 كم عن مدينة كربلاء تتميز بوجود كتابات آرامية على جدرانها إضافة إلى أن المذبح يتجه نحو القدس، وتتبع للكنيسة مقبرة أثرية للرهبان. وكان المسيحيون الكلدان يزورون الكنيسة سنويا في فترة عيد الميلاد لإحياء قداديس فيها وذلك بعد اكتشافها على يد بعثت التنقيب في فترة السبعينيات.

## اقتصاد المدينة

### الزراعة

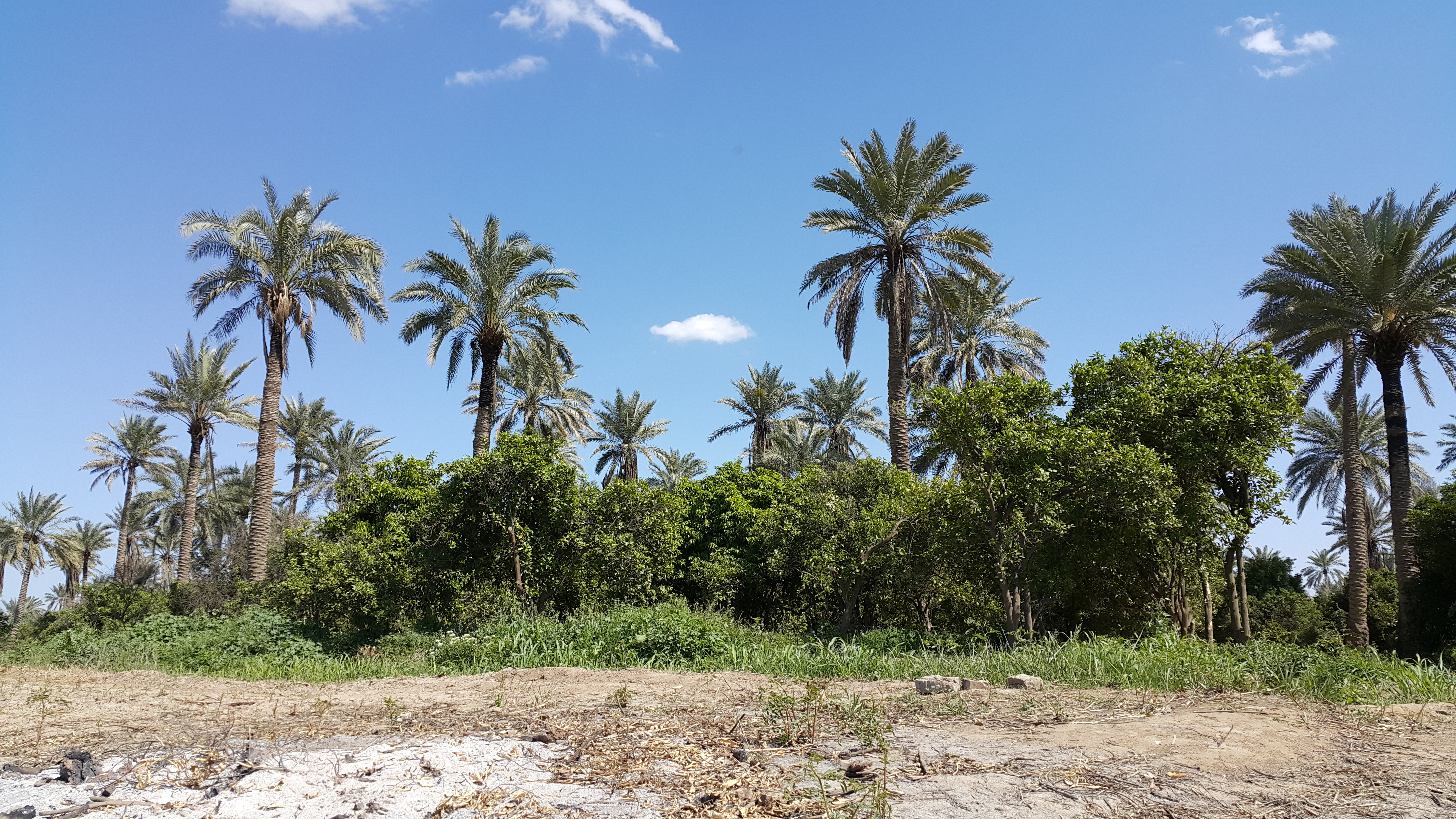
أشجار النخيل في كربلاء

للزراعة في كربلاء أهمية كبير ليس فقط للمدينة بل والعراق عامة حيث تمتلك كربلاء المساحات الشاسعة والمناطق الخضراء الواسعة والنخيل الذي يحيط بمدينة كربلاء لذلك تعد الزراعة ثاني أهم اقتصاد في المدينة بعد السياحة الدينية ومن أشهر المحاصيل الزراعية التي تزرع في كربلاء وفي مقدمتها التمر والحنطة والشعير والقمح والرز بالإضافة إلى زراعة أنواع معينة من الفواكه والخضروات.

### الصناعة
بعد أن تراجعت الصناعة قي العراق تأثرت مدينة كربلاء كذلك بسبب الأهمال الحكومي للصناعة والمنتوج الوطني فلم تعد الصناعة في كربلاء كما كانت سابقا ولا يوجد منشأت صناعية كثير في المدينة على الرغم من أهميتها كمدينة مقدسة وحاليا لازالت بعض المصانع موجودة من أهم هذه المصانع هي معمل سمنت كربلاء ومعمل صناعة الطابوق والثرمستون ومعامل صناعة المشروبات الغازية والتعليب وغيرها من المعامل والمصانع كما يوجد فيها عدة شركات صناعية أبرزها.
- الشركة العامة للتعليب، افتتحت سنة 1961م ومقرها شارع الحرية، وأصبحت تعرف بالمنشأة العامة للتعليب، ومهمتها تعليب الفواكه والخضر، ولها فروع في المحافظات.
- شركة التمور العراقية تأسست سنة (1952م) وكانت تعرف باسم (جمعية التمور العراقية) وهي جمعية أهلية أسسها وجهاء كربلاء ومهمتها شراء التمور من الفلاحين وتسويقها إلى الخارج.
- شركة التأمين الوطنية أصبحت هذه الشركة مديرية وذلك في أوائل الثمانينات، ومهمتها التأمين على الحياة والحريق والتأمين الألزامي للسيارات.
- شركة كربلاء للصناعة والتجارة.
- شركة الدواجن.
- شركة العراق للنسيج واليشماغ، ومقرها ناحية الحر.

### السياحة

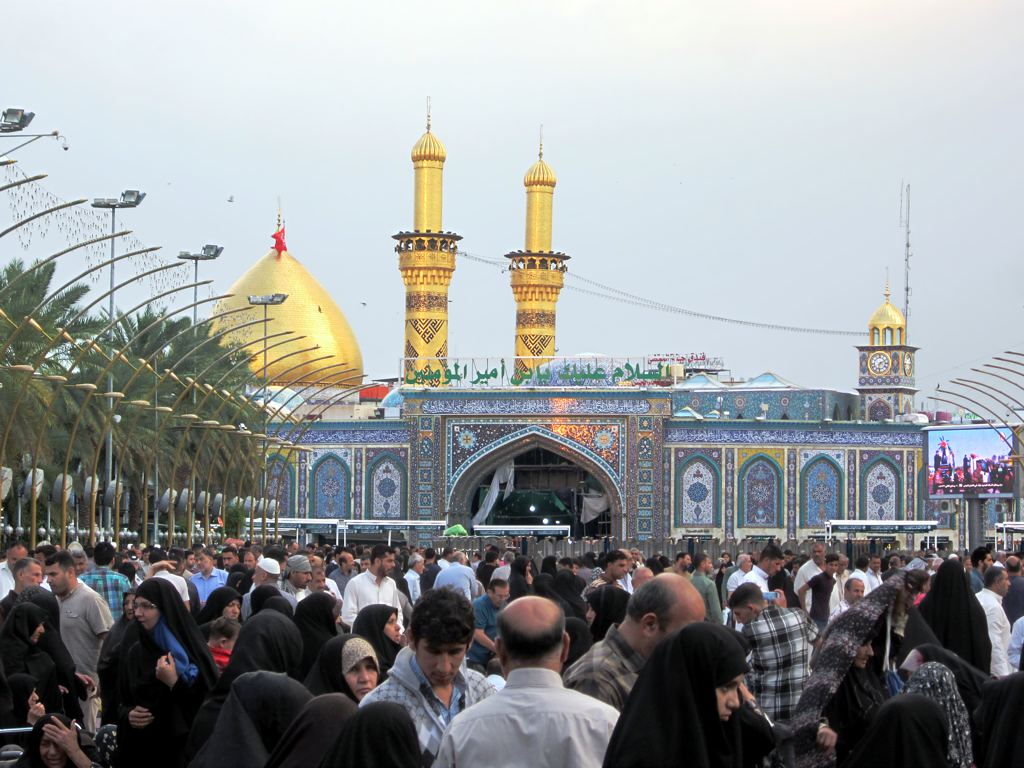
كربلاء

تعد مدينة كربلاء من أبرز المدن الإسلامية في العراق فهي تمثل حاضرة عمرانية ودينية مهمة نظرا لم تمتلكه من مقومات سياحية مهمة وخصوصا السياحة الدينية المتمثلة بوجود مرقد الإمام الحسين وأخيه الإمام العباس الذين أستشهدو في معركة كربلاء ومراقد التابعين والصالحين وتحولت المدينة مركزا سياحيا مهما في العراق خصوصا في المناسبات الخاصة مثل الزيارة الأربعينية وزيارة عاشوراء.

## الصحة
تتولّى وزارة الصحة العراقية مُهمَّة الإشراف على المُستشفيات الحكوميَّة في مدينة كربلاء ومنطقتها الحضاريَّة، وتأمين الخدمات الطبيَّة للسُكَّان. كذلك هُناك عددٌ من المُستشفيات والمستوصفات الخاصَّة داخل المدينة تؤمّن قسم من العناية الصحيَّة للناس، ومن أبرزها؛
1. مستشفى الكفيل التخصصي: تقع في مدينة كربلاء.
2. مستشفى عين التمر العام: وتقع في مدينة عين التمر.[96]
3. مستشفى الهندية العام: وتقع في مدينة الهندية.[97]
4. مستشفى النسائية والتوليد التعليمي.[98]
5. مستشفى الأطفال التعليمي.[99]
6. مستشفى الحسين التعليمي.[100]

## التعليم

### الجامعات

شعار جامعة كربلاء

التعليم في مدينة كربلاء تعليم مجاني حاله حال بقية مناطق العراق منذ الابتدائية حتى التخرج من الجامعات وتضم المدينة جامعتين رئسييتين هما جامعة أهل البيت وجامعة كربلاء التي تأسست في عام 2002 وتتبع الجامعة عدد من الكليات مختلفة التخصصات.

### كليات جامعة كربلاء
1. كلية الطب.
2. كلية الصيدلة.
3. كلية طب الأسنان.
4. كلية الهندسة.
5. كلية الطب البيطري.
6. كلية العلوم.
7. كلية الإدارة والأقصاد.
8. كلية التربية للعلوم الصرفة.
9. كلية التربية الرياضية.
10. كلية العلوم السياحية.
11. كلية العلوم الإسلامية.
12. كلية التربية للعلوم الإنسانية.
13. كلية القانون.
14. كلية الزراعة.
15. كلية العلوم الطبية التطبيقية.

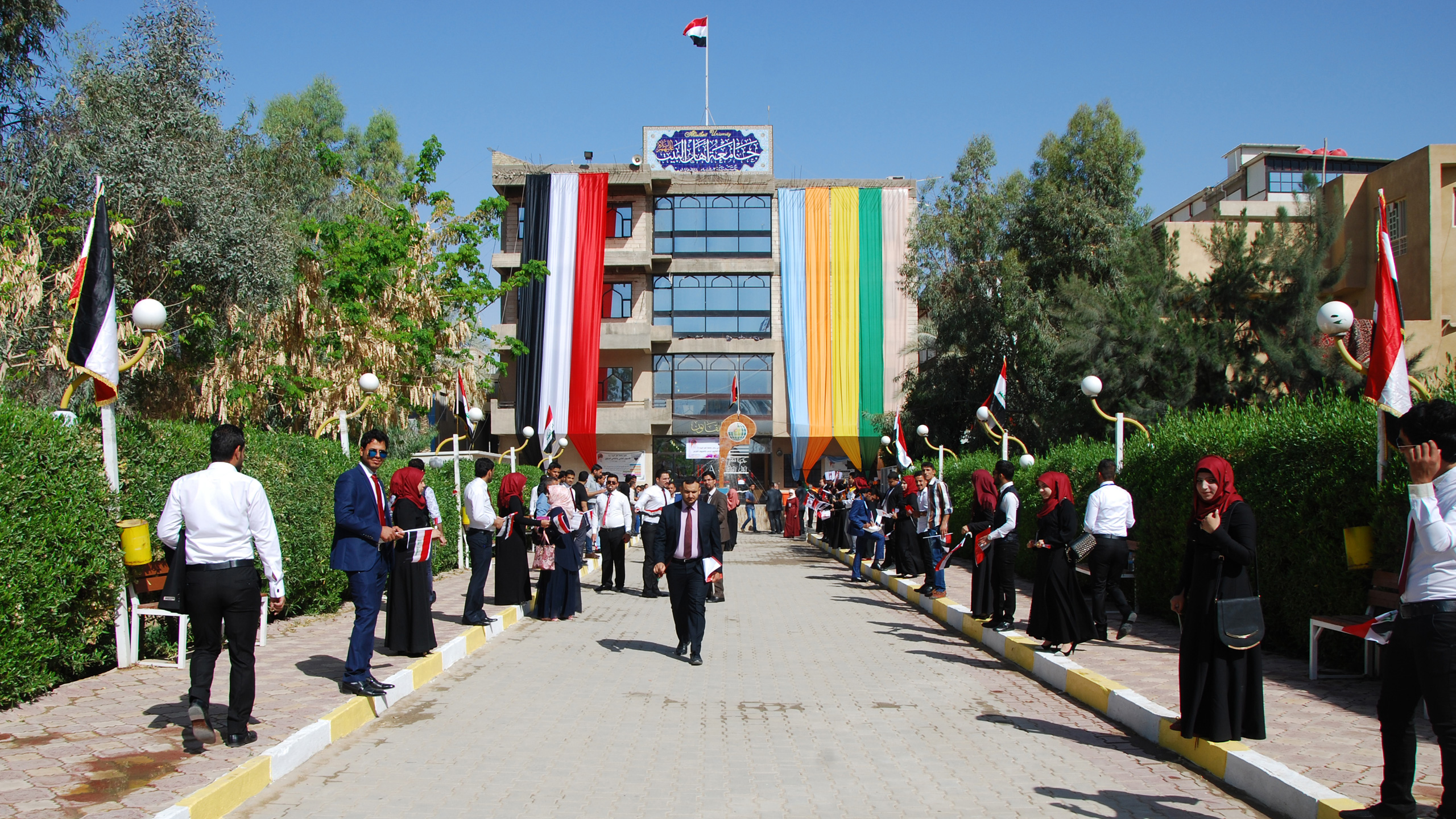
جامعة آهل البيت في كربلاء

جامعة أهل البيت هي جامعة عراقية أكاديمية أهلية، معترف بها رسمياً من قبل وزارة التعليم العالي والبحث العلمي العراقية.
تم استحداثها من قبل مؤسسة الصادق في مدينة كربلاء خلال عام 2003م.

### أشهر المدارس
- المدرسة الحسينية: وتعرف أيضاً بـ (مكتب حسيني) وهي أول مدرسة أهلية تأسست في كربلاء سنة (1327هـ / 1907م) مقرها خلف حمام المالح.
- المدرسة الجعفرية: أسسها الرعايا الهنود المقيمون في كربلاء وذلك في سنة 1912م، وكان أول مدير لها محمد مهدي محمد كاظم الحائري، ومقرها في دار فرمان فرما في محلة العباسية الشرقية بشارع الگمرك، وطلابها من رعايا الهنود أيضاً. وقد أغلقتها الحكومة العثمانية سنة (1333هـ / 1913م)، وذلك لأن الهند كانت تابعة للحكومة البريطانية.
- المدرسة الرشدية: تأسست من قبل الدولة العثمانية سنة 1908م وكان موقعها في نادي الطلاب سابقاً (الجزء الامامي للبلدية الحالية) ومدة الدراسة فيها أربع سنوات.
- المدرسة الابتدائية: تأسست من قبل الدولة العثمانية سنة 1910م وكانت تشغل أربعة صفوف.
- المدرسة الابتدائية النموذجية: خلال الحرب العالمية الأولى مزجت المدرسة الرشدية بالمدرسة الابتدائية، وكانت مؤلفة من ستة صفوف، تشغل قسماً من بناية المدرسة الابتدائية الأولى للبنين وذلك سنة 1917م أما بناية المدرسة الابتدائية فكانت في محلة العباسية الغربية مجاورة للبريد. ثم تغير عنوانها إلى مدرسة الحسين الابتدائية.
- مدرسة السادة الأيتام: تأسست سنة 1915م بعد احتراق المدرسة الابتدائية من قبل الزوار، وقد افتتح هذه المدرسة أحد الاثرياء الهنود، وكانت أهلية تمنح لطلابها مساعدة مالية، ثم تهدمت أخيراً، ولم يكن باستطاعة مؤسسيها فتحها ثانية وذلك لندرة المخصصات.
- المدرسة الاحمدية: تأسست سنة 1921م وذلك بتشيجع من طالب باشا النقيب وزير الداخلية فتبرع لها بألف روبية.[103]
- المدرسة الرضوية: أسسها السيد محمد رضا السيد أحمد الاستربادي سنة 1926م وكان مقرها في الجانب العلوي من باب السدرة في الصحن الحسيني، يدرس فيها الدين والعربية والحساب.
- المدرسة الفيصلية: أسسها جماعة من الكربلائيين بينهم الشيخ عمر العلوان والشاعر محمد حسن أبو المحاسن والسيد محمود السيد علي الكليدار آل طعمة ومحمد علي أبو الحب وعبد الرضا مال الله وذلك في سنة 1923م.[104]
- مدرسة العباسية للبنين: تم افتتحها سنة 1942م باسم (العباسية الأولى).
- مدرسة الهاشمية: وكانت تسمى مدرسة باب السلالمة، تشغل دار رشيد النايف، انتقلت إلى باب بغداد في دار رزاق غريب ثم خصصت بناية حكومية جديدة لها وهي المقر الحالي، ومن مدرائها السيد صاحب حسون الوكيل.

## الرياضة

شعار نادي كربلاء الرياضي

تعتبر كرة القدم هي الرياضة الأكثر شعبية في مدينة كربلاء كما هو الحال في باقي مدن العراق، فقد تأسس نادي كربلاء الرياضي في عام 1958م الذي كان يطلق عليه سابقا النادي الأولمبي الرياضي ثم تم تغير تسميته في 1959 إلى نادي كربلاء الرياضي.
ملعب كربلاء الدولي هو أكبر ملعب رياضي في منطقة الفرات الأوسط يبلغ مساحته 34 الف متر مربع ويتسع لأكثر من 30 الف متفرج وافتتح الملعب في 12 مايو 2016 بمباراة بين المنتخب الوطني العراقي ونادي كربلاء بحضور 30 الف متفرج بينهم محافظ كربلاء ووزير الشباب والرياضة.

## معالم المدينة
| قلعة الأخيضر حصن الأخيضر وهو من أشهر المعالم المعمارية الإسلامية في العالم وأحد أبرز المعالم الموجودة في كربلاء والعراق يعود تاريخ بناء هذا القصر إلى أحد الأمراء العباسيين الذي كان يسكن في هذا المكان يقع القصر في بادية كربلاء بالقرب من منطقة شثاثة يبعد عن مركز محافظة كربلاء 50 كم2 ولا زال بناءه شاخصا حتى الآن. |
| بحيرة الرزازة هي مسطح مائي كبير وأحد معالم مدينة كربلاء السياحية تقع في شمال غرب مدينة كربلاء وتعتبر البحيرة هي الحدود الفاصلة بين محافظتي الأنبار وكربلاء كما تعتبر ثاني أكبر بحيرة في العراق بعد بحيرة الثرثار تمثل مركزا سياحيا مهما خصوصا في فصل الصيف. |
| التل الزينبي تل الزينبية أو التل الزينبي هو مكان مرتفع عن الأرض يقع بالقرب من العتبة الحسينية في وسط كربلاء يبلغ ارتفاعه 5 أمتار عن الحرم الحسيني وهو المكان الذي توجهت اليه السيدة زينب ونادت الإمام الحسين في معركة الطف لذلك سمية بأسمها تبلغ المساحة الإجمالية للصحن نحو 175م2 مرمم بالسراميك والمرمر ويعتبر أحد أبرز معالم المدينة يزور هذا المكان آلاف الناس من مختلف مناطق العراق والعالم. |
| قطارة الإمام علي هو عبارة عن ينبوع ماء يسمى بقطارة الإمام علي يقع في وسط الصحراء بالقرب من بحيرة الرزازة ويبعد عن مدينة كربلاء نحو 28 كم يقول المؤرخون عن القطارة أن الإمام علي عندما ذهب بجيشه إلى صفين لحق بجيشه وأصحابه العطش الشديد ونفذ ما لديهم من المياه فوجد الإمام علي صخرة في وسط الصحراء فشق الصخرة بيده وخرج منها الماء العذب ولا زال الماء ينبع منها حتى الآن. |
| قصر شمعون الأثري قصر شمعون هو أحد القصور الأثرية القديمة في العراق وأقدم القصور في محافظة كربلاء ومن المعالم الحضارية في كربلاء يقع على بعد 30 كم2 عن مدينة كربلاء على طريق عين التمر الأخيضر شيده شمعون بن جابل اللخمي أحد رجال الدين المسيحيين ولم يبقى من القصر سوى أركانه التي يبلغ ارتفاعها 15 متر مربع. |
| المخيم الحسيني هو أحد أشهر معالم مدينة كربلاء الإسلامية والأثرية وهو مكان متسع يقع في وسط المدينة القديمة في محلة المخيم بالجانب الجنوبي الغربي من العتبة الحسينية يرمز إلى المكان الذي أقام فيه الإمام الحسين وأصحابه. |
| خان الربع خان النخيلة أو خان الربع هو أحد أبرز الخانات الأثرية في العراق وأحد المعالم التاريخية لمدينة كربلاء تبعد عن مركز المدينة 16 كم2 ويقع على طريق النجف كربلاء يعود تاريخ بناءه إلى العهد العثماني ويسمى بخان الربع لأنه يتوسط ربع المسافة بين كربلاء والنجف كان يستخدم لراحة المسافرين القادمين إلى كربلا. |
| منطقة مابين الحرمين هي منطقة تتوسط مابين الروضتني الحسينية والعباسية وتسمى منطقة مابين المشهدين أو الحرمين زينت بالممرات المشجرة لطيفة التنظيم تحيط بها البنيات المشيدة وفق ضوابط العمارة الإسلامية وعلى نسق وارتفاع واحد مما أضافة لهذه المنطقة جمالية خاصة جعل منها ساحة للاستراحة يرتادها الزوار من جميع أنحاء العالم. |
| كنيسة القيصر هي إحدى معالم مدينة كربلاء وهي أحد أقدم الكنائس في العراق والشرق يعود تاريخها إلى القرن الخامس الميلاد قبل الإسلام بنحو 120 سنة بحسب بعض الدراسات التي أقامها الباحثين والأثاريين ويوجد في موقع الكنيسة بعض القبور التي تعود إلى الرهبان ورجال الدين المسيحيين ويحيط بالكنيسة سور من الطين فيه أربعة أبراج يحتوي السور على خمسة عشر بابا للدخول وهي مقوسة من الأعلى فيما يبلغ ارتفاع بناء الكنيسة ستة عشر مترا وعرضها أربعة أمتار كشفت التنقيبات التي أجريت في عام 1976 و1977 موقع الكنيسة لدى المسيحين الكلدان الذين كانوا يأتون إلى المكان لزيارتها في كل عام وتأدية الصلاة في مذبح الكنيسة. |
| مقام الإمام المهدي مقام الإمام الحجة أو مقام صاحب الزمان هو أحد الأماكن المقدسة والمعالم الدينية في مدينة كربلاء يقصده الآلاف من الزائرين للتبرك بهذا المقام يقع على الضفة اليسرى من نهر الحسينية عند المدخل الشمالي لمدينة كربلاء في منطقة باب السلالمة وتطل الوجهة الإمامية للمقام على شارع السدر المؤدي إلى ضريح الإمام الحسين ويبعد عنه حوالي 650م وسمي المقام على الإمام الثاني عشر للشيعة وهو الإمام المهدي مما جعله مكانا مهما خصوصا في مراسيم الزيارة الشعبانية حيث يحتشد الملايين على ضفتي نهر الحسينية لزيارة المقام.                                                                             |
| القنطرة البيضاء هي أحد معالم مدينة كربلاء التاريخة والأثرية يعود تاريخ بناءها إلى أكثر من 450 سنة في زمن الحكم العثماني للعراق وقد بنى القنطرة السلطان العثماني سليمان القانوني بعد زيارته مدينة كربلاء عام 1550م عندما قام بحفر نهر الحسينية وذلك لربط ضفتي النهر وتعد القنطرة واحدة من أقدم القناطر التي بناها العثمانيون في العراق. |
| المنارة الموقدة وهي أحد المعالم التأريخية والأثرية في مدينة كربلاء تقع إلى الغرب من المدينة في وسط الصحراء وتبعد عنها بنحو 40 كيلومتر مربع ولا يعرف تاريخ بناءها أما عن شكلها فيهة أسطوانية الشكل قاعدتها مربعة يبلغ ارتفاعها أكثر من 30م2. |
| خان عطشان هو أحد معالم كربلاء الأثرية يقع إلى الغرب من كربلاء بمسافة 30 كم في وسط البادية حيث تحيط به الصحراء الممتدة من كل جانب وتذكر بعض المصادر التاريخية أن خان العطشان من منشآت الدولة الصفوية والدليل على ذلك وجود (تل مزعر) بالقرب منه، وهذا التل هو المكان الذي كانت تقف فوقه قوافل التجار والزوار والمسافرين لرؤية قبة الروضة الحسينية خلال فترة العهد الصفوي، ولا تزال أطلال هذا الخان باقية إلى يومنا هذا. |

## خصائص المدينة

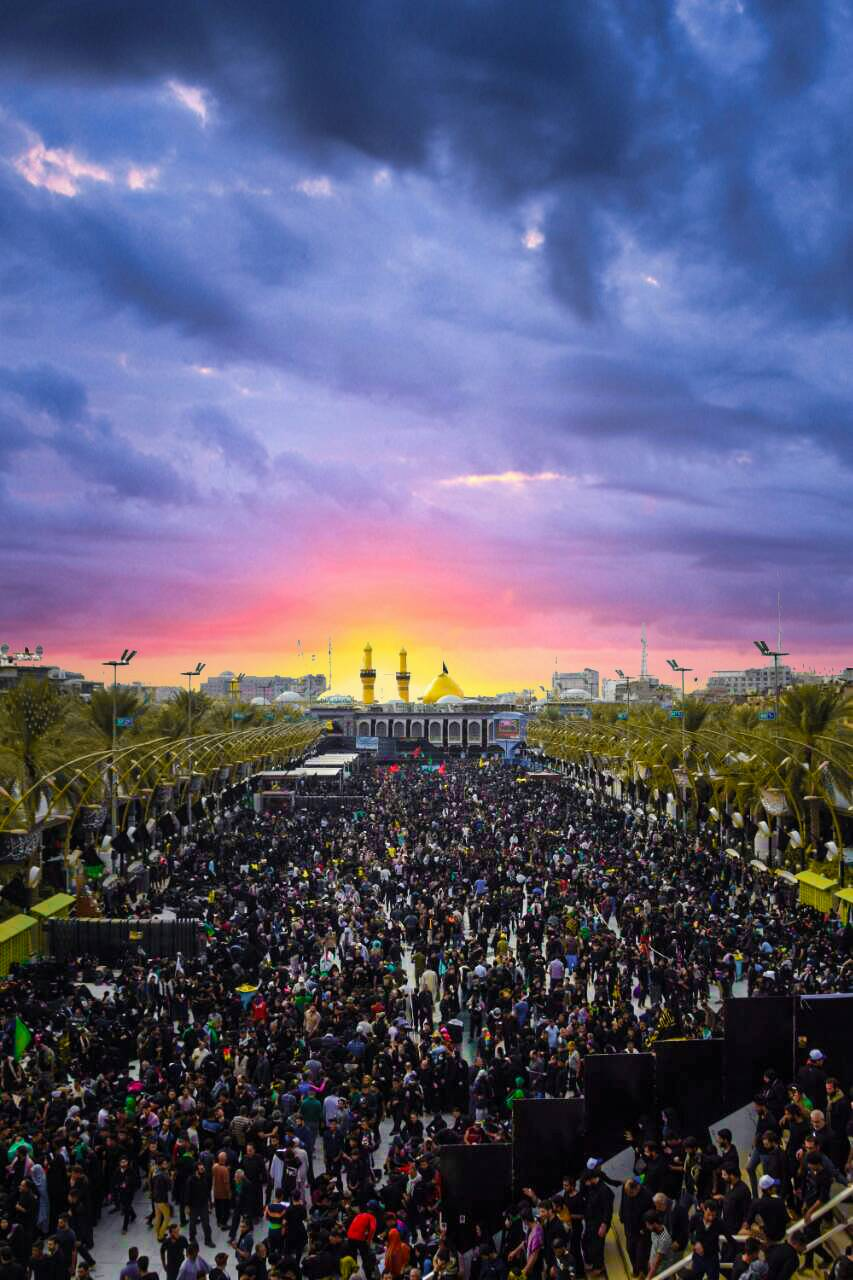
صورة جوية لمدينة كربلاء

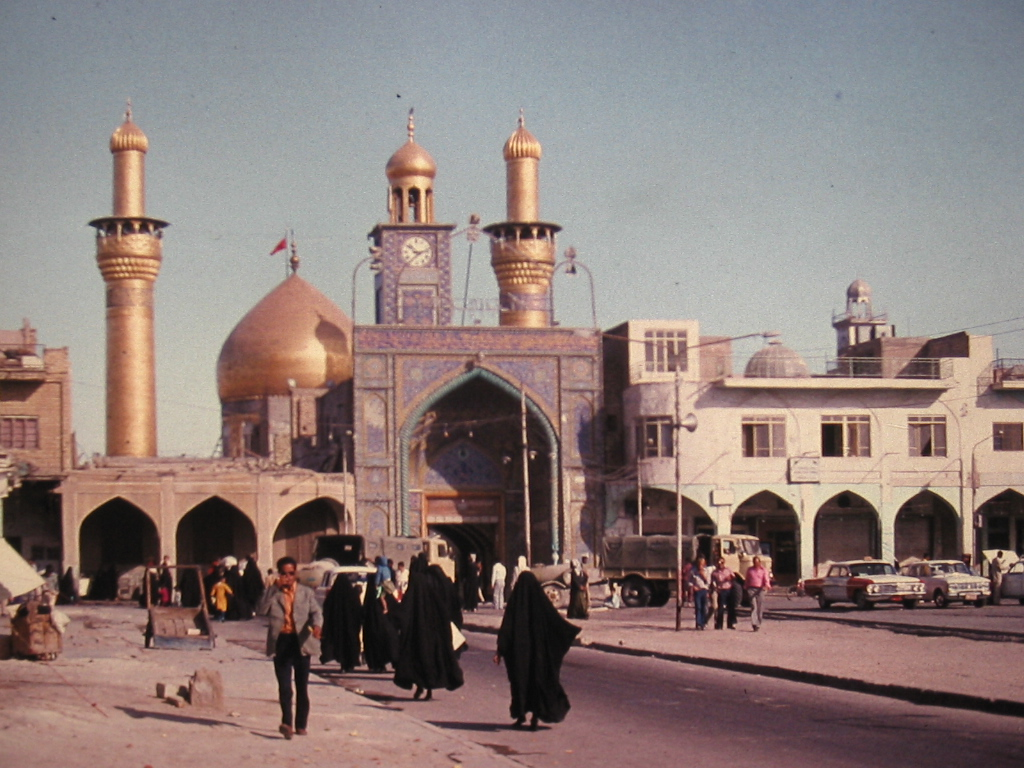
مرقد الإمام الحسين بن علي في مدينة كربلاء

تبلغ مساحة مدينة كربلاء نحو 79 كم مربعا وأرضها رخوة نقية (منقاة من الحصى والدغل) تحيط بها البساتين الكثيفة ويسقيها ماء الفرات، وثمة طريقان يؤديان إلى المدينة، طريق تربطها بالعاصمة بغداد مرورا بمدينة المسيب وطولها 97 كم وطريق آخر تصلها بمدينة النجف وأيا كان السبيل الذي يسلكه المسافر فإنه سيتجه إلى مرقد الإمام الحسين ومثوى قتلى الطف، فلابد له في كلتا الحالتين من المرور بطريق مخضرة تحفها بساتين الفاكهة ومزارع النخيل الكثيفة، وفي عام 2007 زار كربلاء أكثر من 10 ملايين مسلم لزيارة الإمام الحسين.
وتقسم المدينة من حيث العمران إلى قسمين يسمى الأول «كربلاء القديمة» وهو الذي أقيم على أنقاض كربلاء القديمة، ويدعى القسم الثاني «كربلاء الجديدة» والبلدة الجديدة واسعة البناء ذات شوارع فسيحة وشيدت فيها المؤسسات والأسواق والمباني العامرة والمدارس الدينية والحكومية الكثيرة، ويصل المدينة الخط الحديدي الممتد بين بغداد والبصرة بفرع منه ينتهي بسدة الهندية طوله 36 كم وتربطها بالعاصمة وبسائر الأطراف طرق مبلطة حديثة.

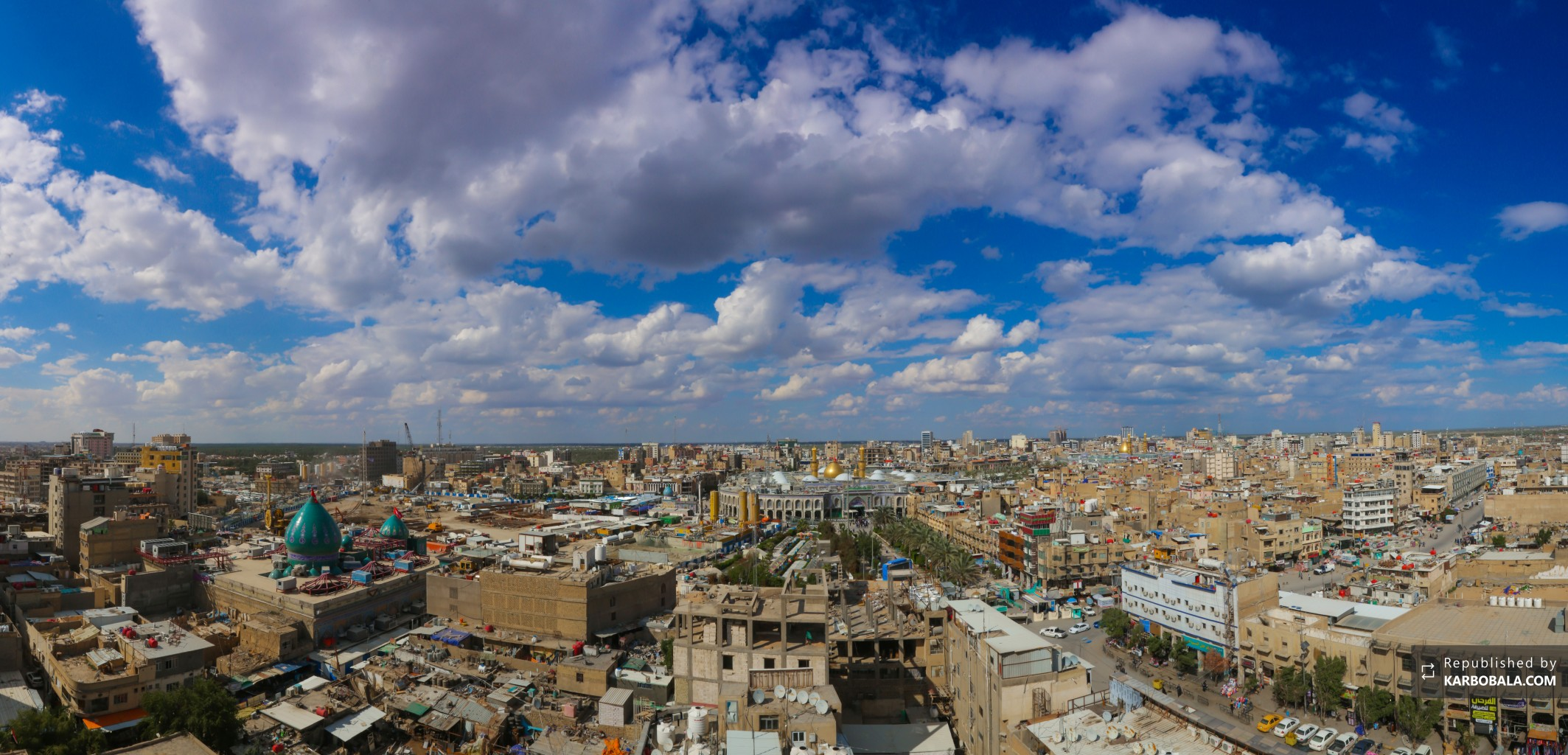
مدينة كربلاء

## الأعلام

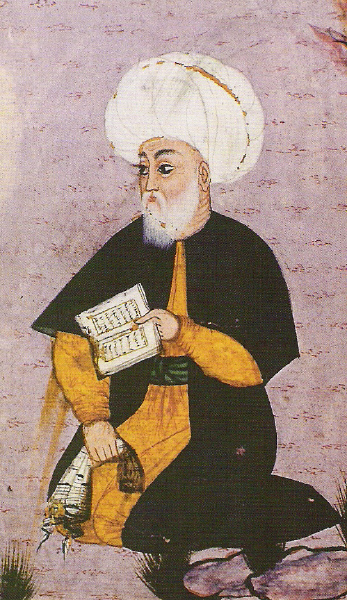
محمد فضولي

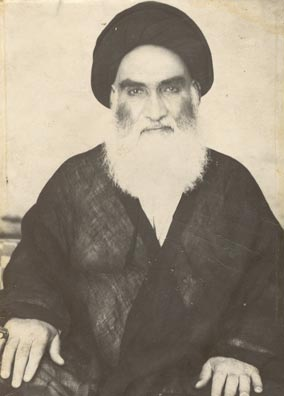
مهدي حبيب الله الشيرازي

خرج من كربلاء عددٌ كبير من العُلماء والأدباء والفنّانين ورجال الدين، ومن أبرزهم:
- صادق الحسيني الشيرازي، هو رجل دين وهو مرجع شيعي عراقي مقيم في مدينة قم الإيرانية. وينتمي لعائلة الشيرازي.
- هاشم الحداد، هو عارف شيعي عراقي معاصر، من أقدم تلامذة السيّد علي القاضي، ولد في مدينة كربلاء.
- محمد الهاجري، هو رجل دين شيعي أحسائي مُتوفّى، عاش فترةٍ طويلة بمدينة كربلاء طالباً ومُدرّساً وباحثاً.
- مرتضى الشاهرودي، هو خطيب حسيني ورجل دين شيعي عراقي.
- باسم الكربلائي، هو منشد إسلامي وملحن، ولد في مدينة كربلاء في العراق عام 1967م وعاش طفولته فيها.
- محمد بن سليمان، هو شاعر عراقي آذري، عرف بلقب فضولي البغدادي ولد في مدينة كربلاء سنة 1483م. ويعتبر من أشهر الشعراء العثمانيين، وأحد رواد المدرسة الكلاسيكية للأدب التركي.
- مهدي حبيب الله الشيرازي، هو مرجع شيعي إثني عشري عراقي من أعلام القرن الثالث عشر الهجري.
- هادي الخفاجي الكربلائي، هو رجل دين شيعي وخطيب حسيني عراقي.
- محمد رضا الحكيمي (الكربلائي)، هو رجل دين وخطيب حسيني ومؤلِّف وشاعر، ولد في كربلاء.
- أحمد بن فهد الحلي، هو أحد علماء الدين للشيعة الإثني عشرية، ولد في مدينة الحلة بالعراق سنة 756 هـ. وهاجر إلى مدينة كربلاء.
- حسن الإحقاقي، هو رجل دين ومرجع كبير ولد في مدينة كربلاء.
- محمد تقي الشيرازي، هو رجل دين شيعي ومرجع كبير كان له دور كبير في قيادة ثورة العشرين.
- بدري حسون فريد، فنان عراقي كبير يعتبر من رواد الفنانيين العراقيين ولد في كربلاء عام 1927م.
- نوري المالكي، وهو سياسي عراقي ورئيس وزراء العراق من سنة (2006 حتى 2014)، وهو زعيم حزب الدعوة الإسلامية.
- إبراهيم الجعفري، هو سياسي عراقي ولد في مدينة كربلاء، ورئيس وزراء سابق ووزير للخارجية العراقية أيضا.

## المدن التوأمة
- قم، إيران
- تبريز، إيران[122][123]
- قونية، تركيا
- نيسابور، إيران
- مشهد المقدسة، إیران[124]

## معرض الصور

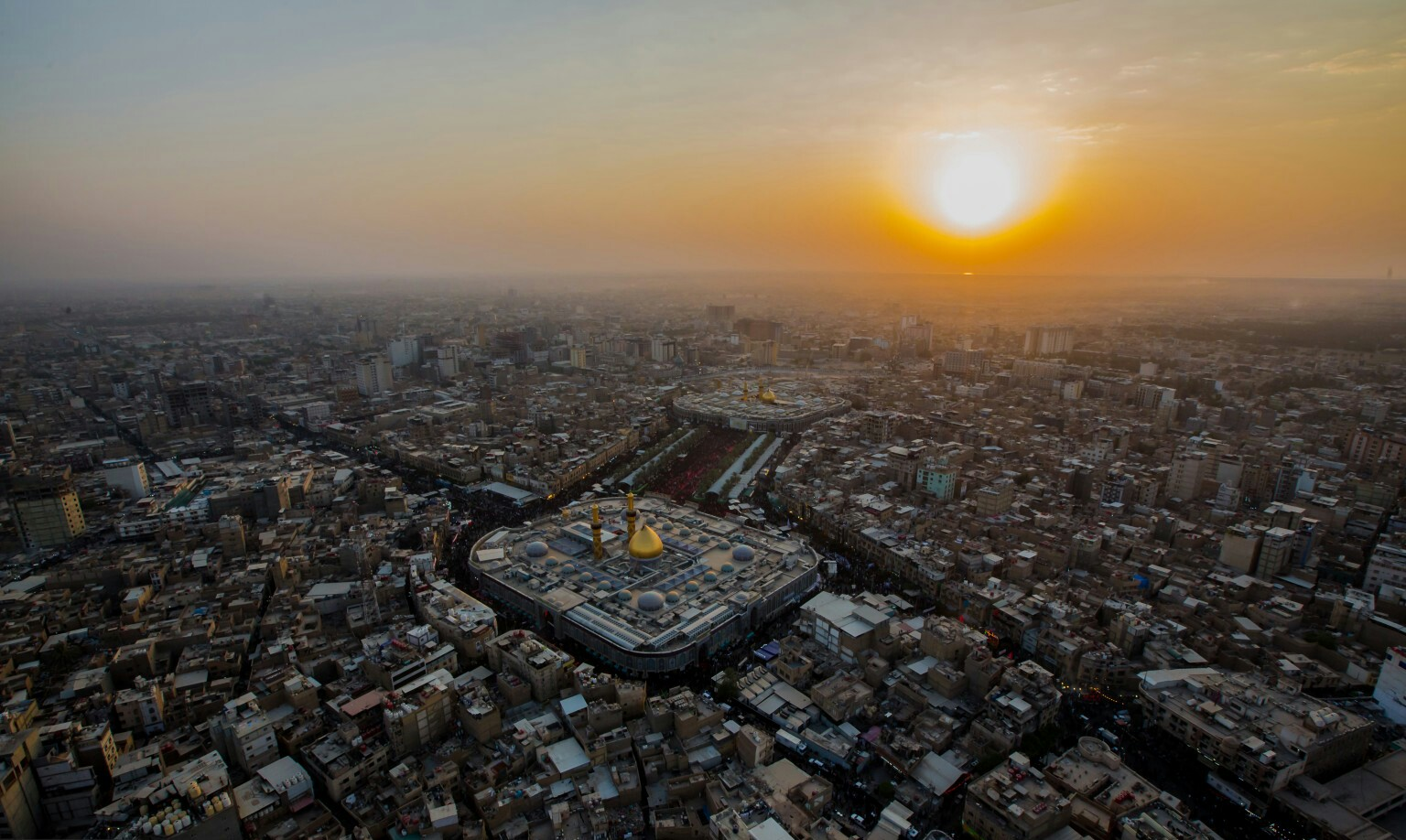
كربلاء من الجو
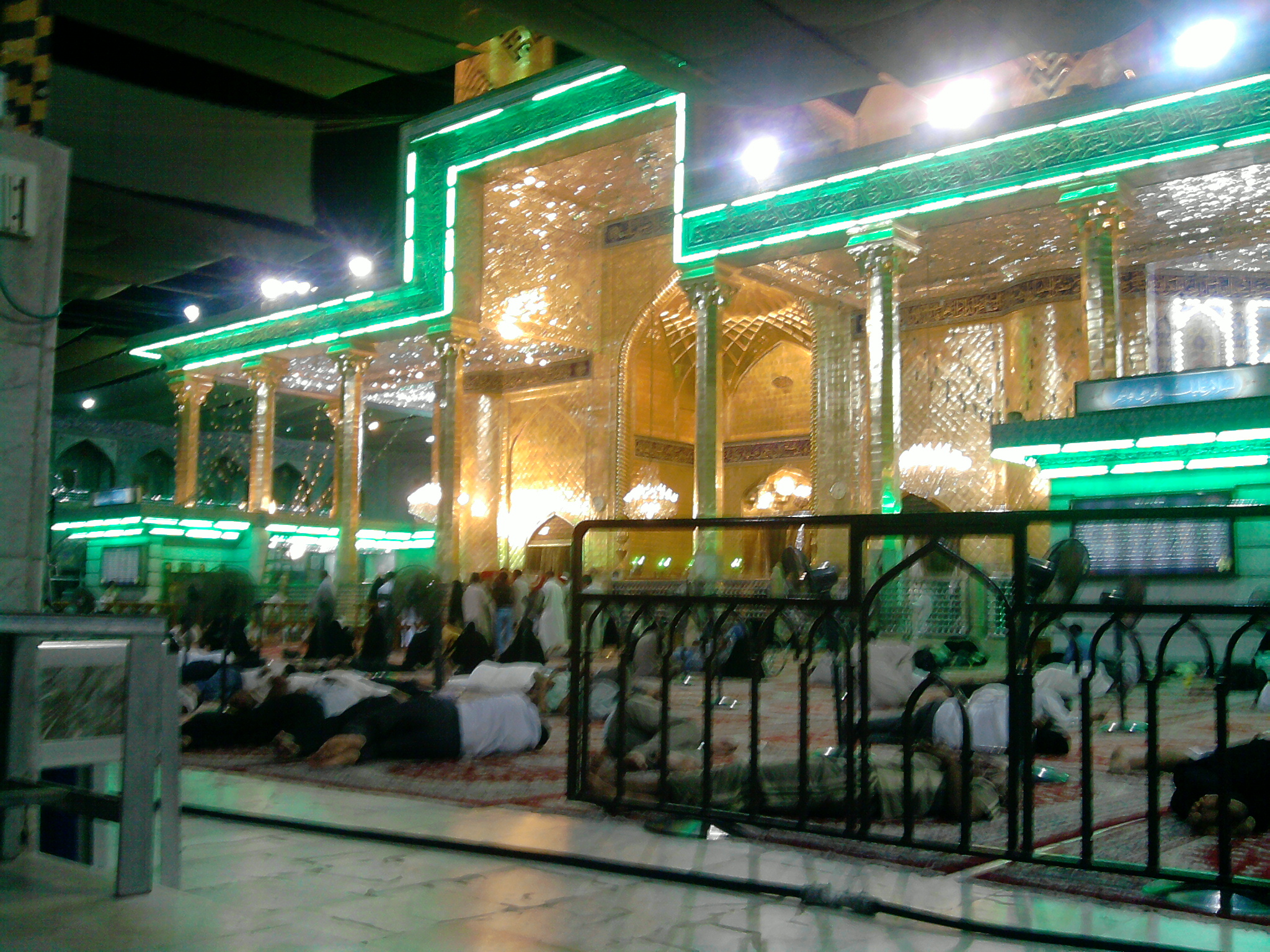
داخل حرم الإمام الحسين
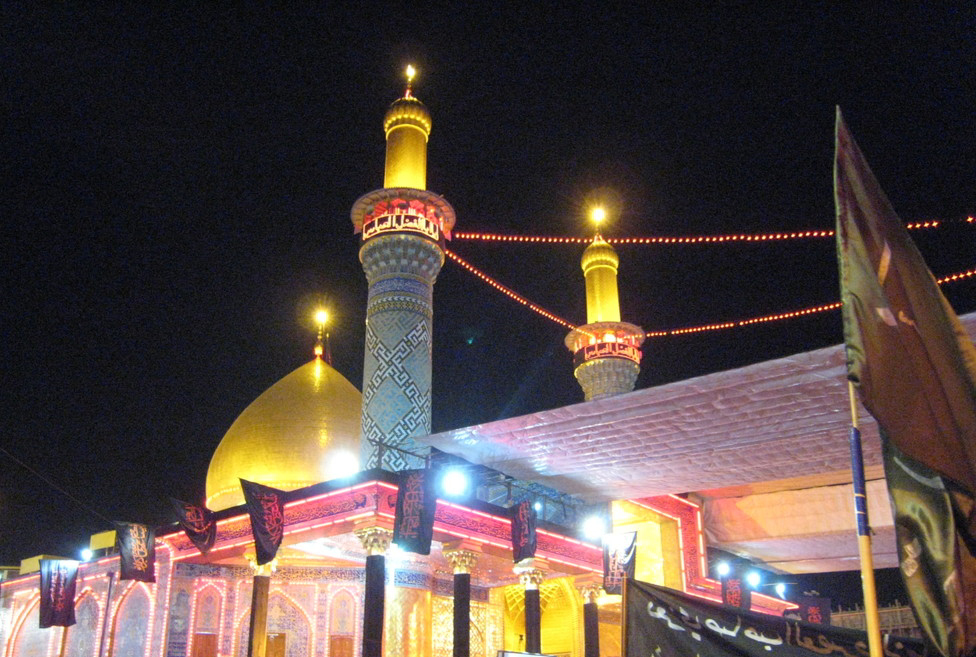
مرقد الإمام العباس
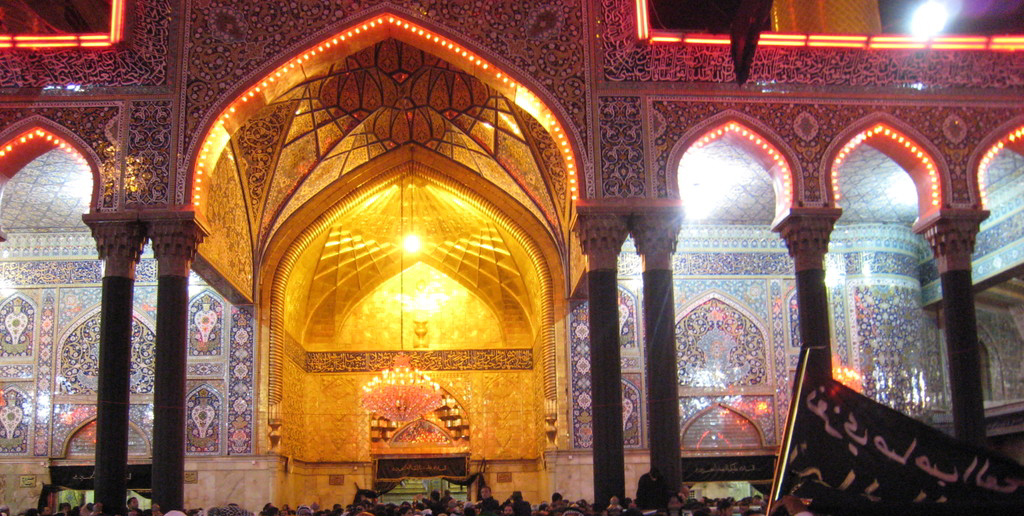
الحرم الحسيني
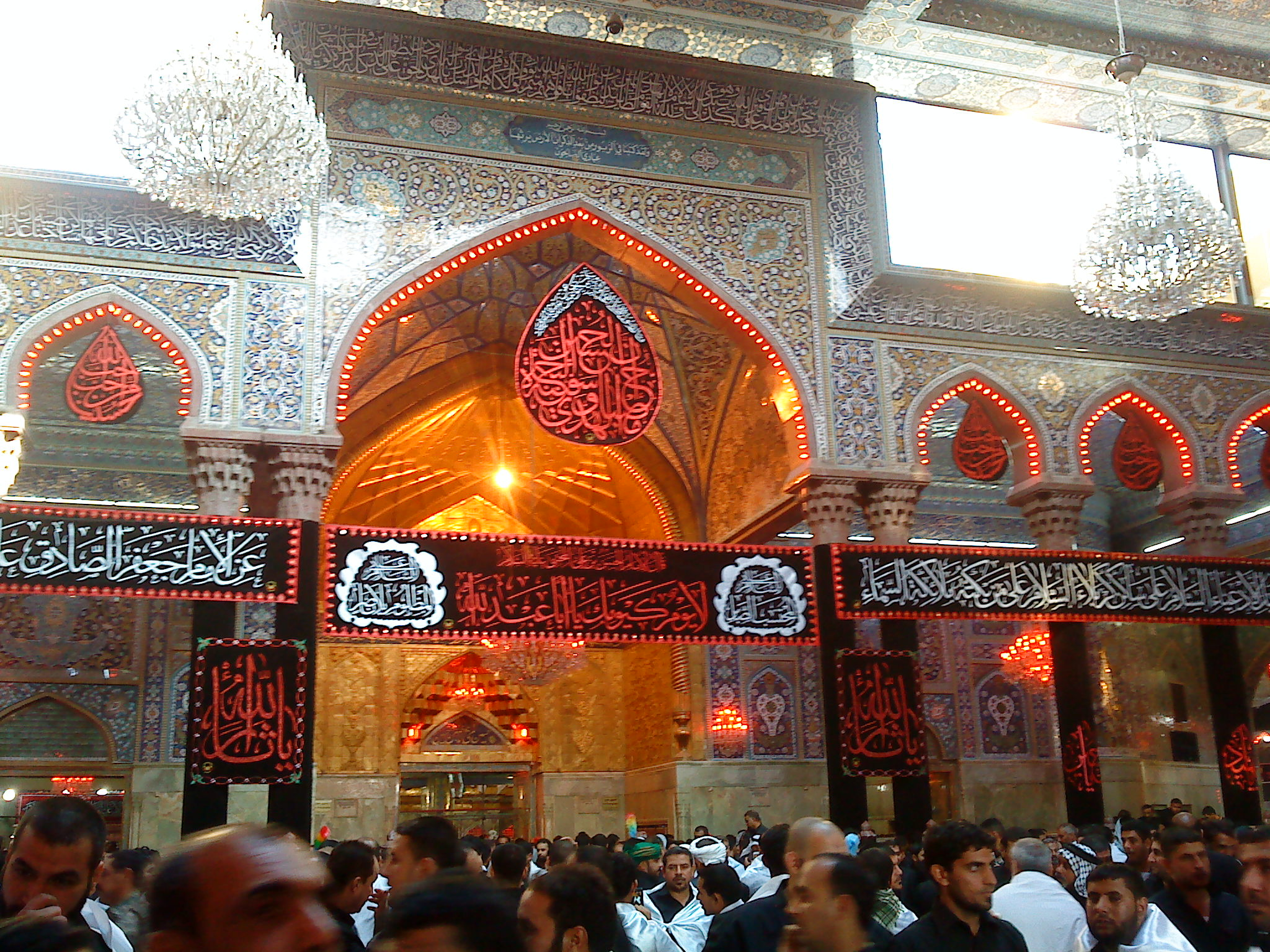
الحرم الحسيني
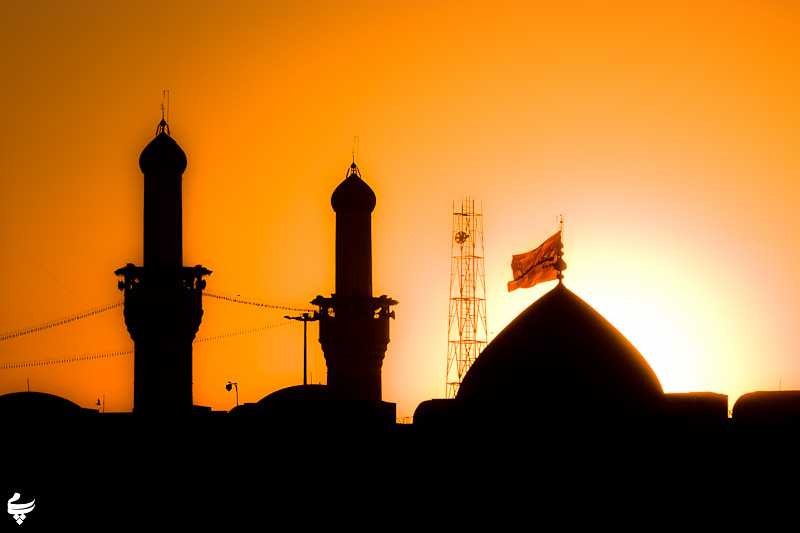
الغروب في كربلاء
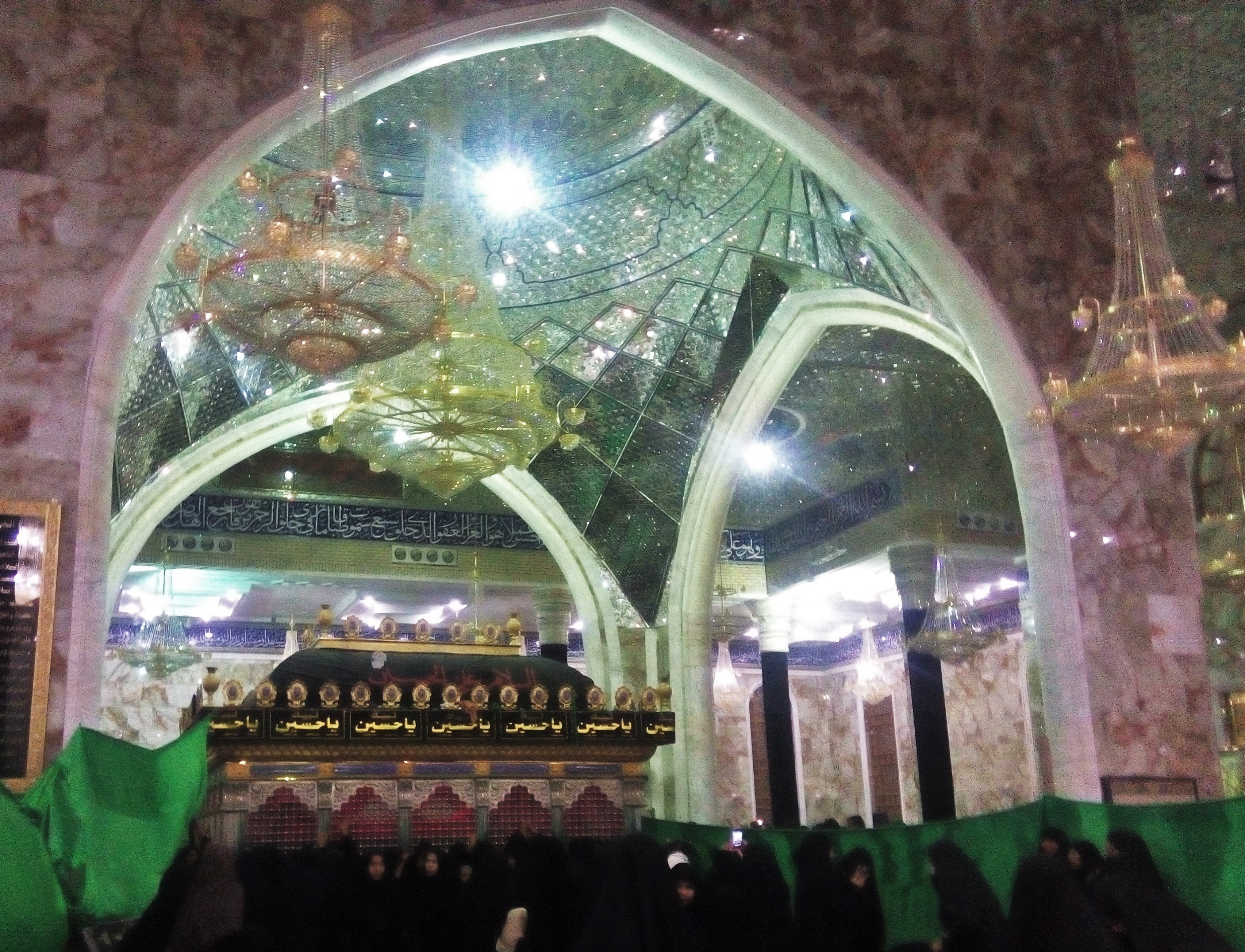
مرقد الحر
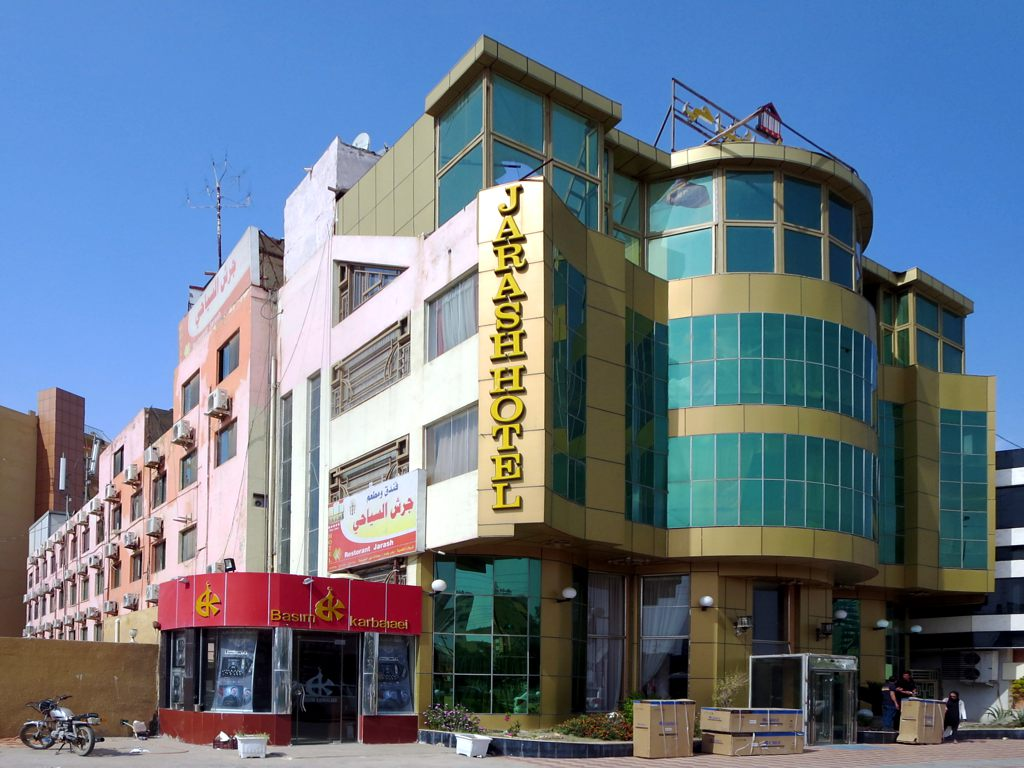
أحد الفنادق السياحية في كربلاء
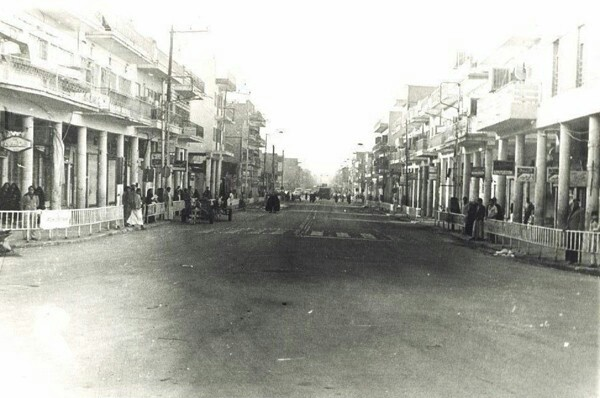
شوارع كربلاء في السبعينيات
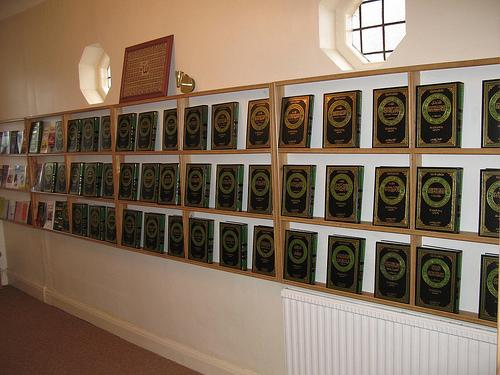
مكتبة المركز الحسيني في كربلاء
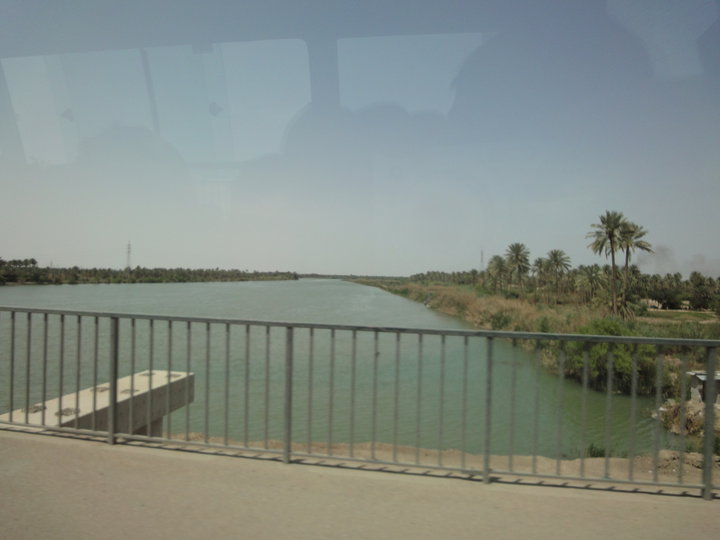
نهر الفرات بالقرب من كربلاء
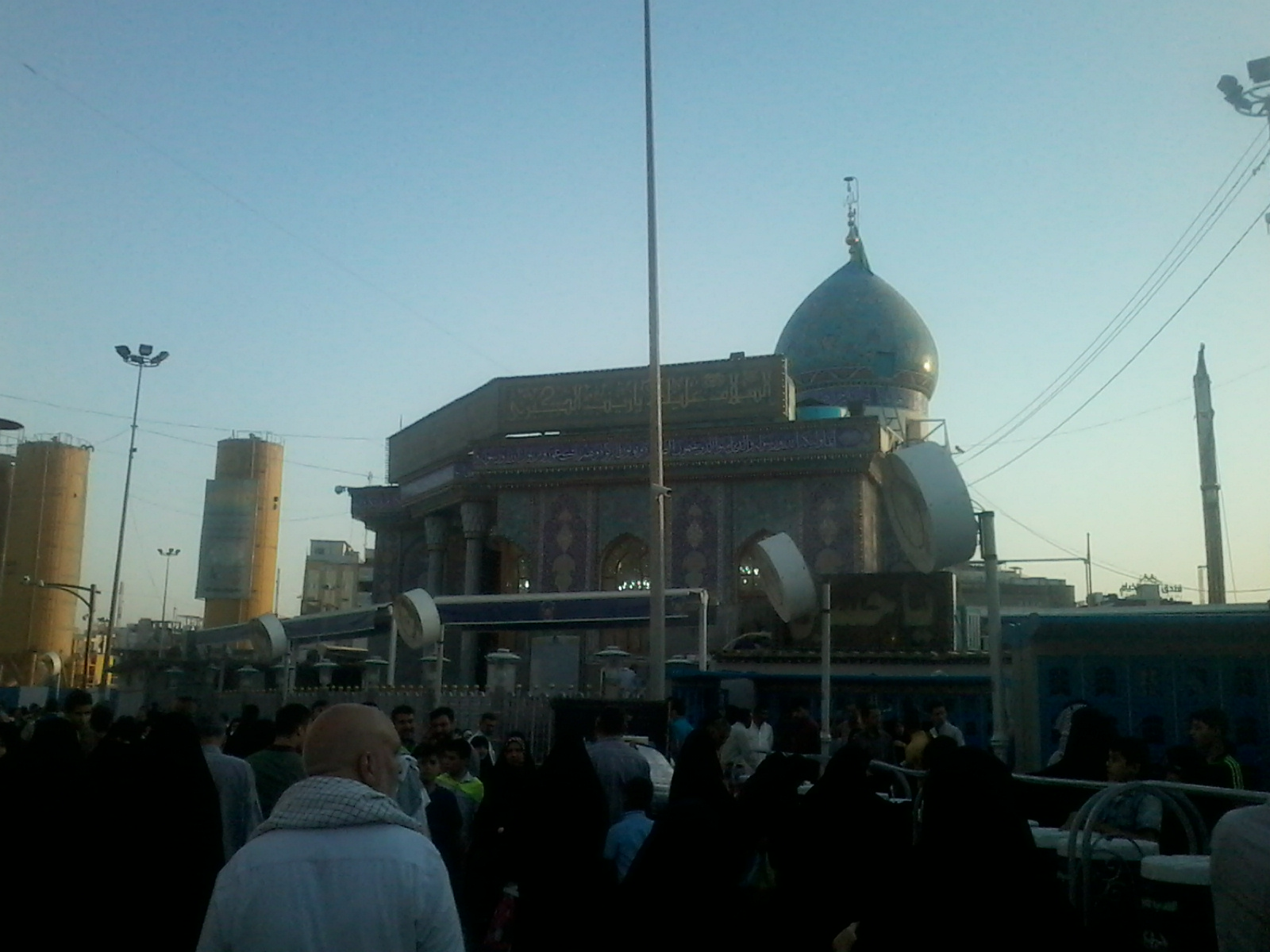
التل الزينبي
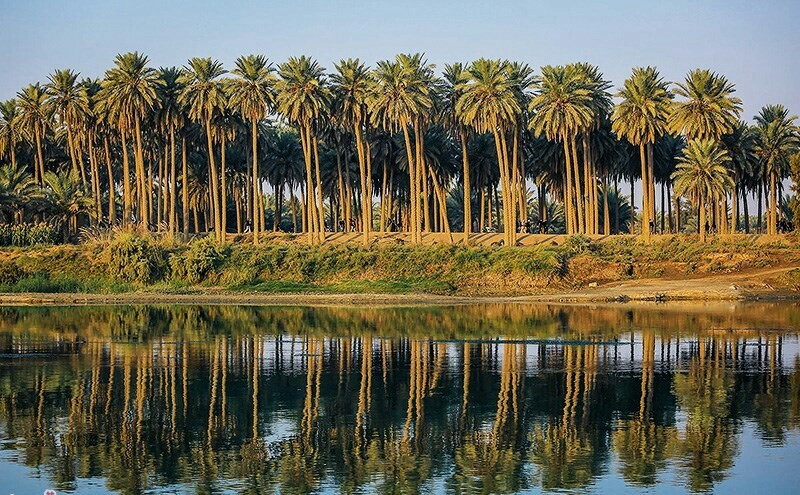
النخيل في كربلاء

## وصلات خارجية
- الموقع الرسمي لمكتبة العتبة الحسينية المقدسة
- معلومات عن كربلاء